# Lingewaard

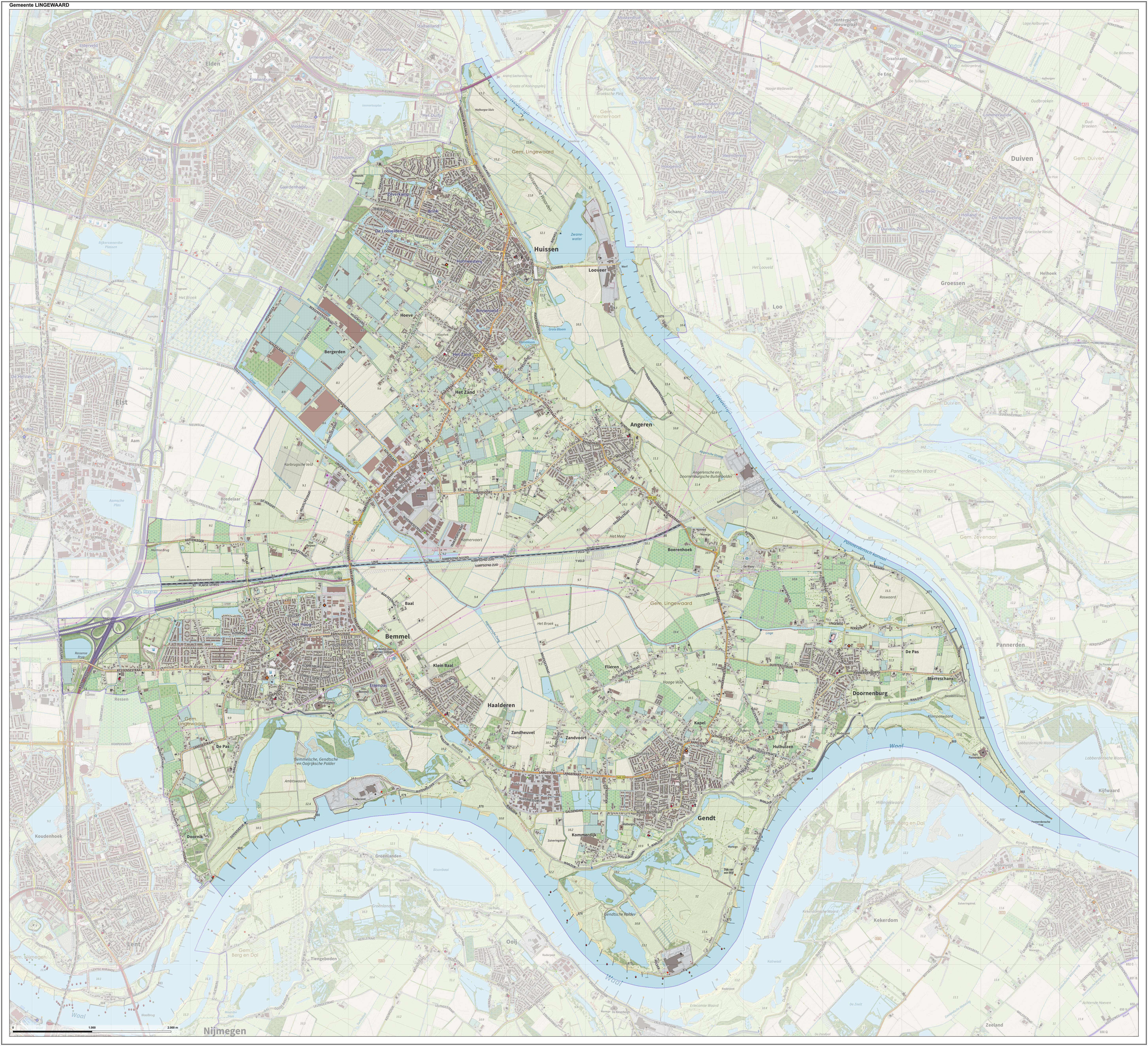
Topografische kaart van Lingewaard (2018)

Lingewaard is een gemeente in het oosten van Nederland, in de provincie Gelderland. De gemeente ligt volledig in de streek de Betuwe, afgezien van een zeer kleine strook (de Middelwaard) direct aan de overzijde van de Nederrijn nabij Loo. Dit laatstgenoemde deel van Lingewaard hoort bij de streek de Liemers. Binnen de Betuwe maakt Lingewaard deel uit van de kleinere landstreek de Over-Betuwe. Lingewaard heeft 47.342 inwoners (1 januari 2024).
Lingewaard ligt in het oosten van het Gelderse rivierengebied. De gemeente is gesitueerd in het stroomgebied van de Waal, Nederrijn en Linge, in het laagland tussen Arnhem en Nijmegen. Aan de zuidkant wordt de gemeente begrensd door de Waal, en aan de oostzijde door de Nederrijn en het Pannerdensch Kanaal. De Middelwaard (de kleine strook grondgebied in de uiterwaarden bij Loo) is geschiedkundig gezien een voormalig eiland in de Rijn dat bij de voormalige gemeente Huissen hoorde. Na de 17e eeuw is dit riviereiland aangezand aan de kant van Loo. Lingewaard grenst aan de gemeenten Arnhem, Westervoort, Duiven, Zevenaar, Berg en Dal, Nijmegen en Overbetuwe.
De gemeente is aangesloten bij de Groene Metropoolregio Arnhem-Nijmegen, tot 2021  Regio Arnhem Nijmegen (formele naam: Gemeenschappelijk Orgaan Arnhem Nijmegen City Region); dit is de voortzetting van de Stadsregio Arnhem-Nijmegen. Van 2009 tot 2014 had Lingewaard een stedenband met het Roemeense Mizil.

## Kernen
De gemeente is per 1 januari 2001 ontstaan door een fusie van de voormalige gemeentes Bemmel, Gendt en Huissen. Deze fusiegemeente werd in eerste instantie vernoemd naar de gemeente Bemmel. Op 1 januari 2003 werd de naam van de gemeente gewijzigd naar haar huidige naam: Lingewaard. De gemeente Lingewaard bestaat uit de plaatsen in de onderstaande tabel.
| Woonplaats (BAG) | Inwoners 2023 |
| ---------------- | ------------- |
| Angeren          | 2.905         |
| Bemmel           | 12.325        |
| Doornenburg      | 2.745         |
| Gendt            | 7.310         |
| Haalderen        | 2.065         |
| Huissen          | 19.725        |
| Loo (*)          | 1.190         |
| Ressen           | 135           |

* Het gedeelte van Loo dat bij de gemeente Duiven hoort wordt hier meegerekend. Het deel van Loo dat bij de gemeente Lingewaard hoort heeft zes inwoners.
Het deel van Loo dat tot Lingewaard behoort (de Middelwaard), behoorde voorheen tot de gemeente Huissen. De dorpen Angeren, Doornenburg, Haalderen en Ressen hoorden bij de gemeente Bemmel. Het voormalige dorp Doornik (gelegen tussen Bemmel en Lent) viel ook onder de gemeente Bemmel. Hevige verwoestingen van de Waal hebben het dorp Doornik echter teruggebracht tot enkel een buurtschap, die nu bij de plaats Bemmel hoort. De buurtschap Hulhuizen (gelegen tussen Gendt en Doornenburg) was voorheen ook een dorp, dat in 1818 werd opgenomen bij de gemeente Gendt. Net als Doornik is ook Hulhuizen door zware verwoestingen van de rivier nu niet meer dan een buurtschap. Logischerwijs is Hulhuizen sinds de fusie in 2001 eveneens opgenomen bij de gemeente Lingewaard: als buurtschap van de plaats Gendt.

## Gemeenteraad
De gemeenteraad van Lingewaard bestaat uit 29 zetels. De eerste verkiezingen voor de nieuwe gemeenteraad vonden eind 2000 plaats, in verband met de gemeentefusie die in 2001 zou plaatsvinden. Pas in 2006 vond de volgende gemeenteraadsverkiezing plaats. In de onderstaande tabel is de samenstelling te zien van de gemeenteraad van Lingewaard sinds 2001.
| Gemeenteraadszetels         | Gemeenteraadszetels | Gemeenteraadszetels | Gemeenteraadszetels | Gemeenteraadszetels | Gemeenteraadszetels | Gemeenteraadszetels |
| Partij                      | 2001                | 2006                | 2010                | 2014                | 2018                | 2022                |
| --------------------------- | ------------------- | ------------------- | ------------------- | ------------------- | ------------------- | ------------------- |
| VVD                         | 3                   | 3                   | 3                   | 3                   | 6                   | 5                   |
| Lokaal Belang Lingewaard    | 8                   | 5                   | 4                   | 5                   | 4                   | 5                   |
| GroenLinks                  | -                   | 1                   | 2                   | 1                   | 3                   | 4                   |
| CDA                         | 8                   | 6                   | 4                   | 4                   | 3                   | 3                   |
| B06                         | -                   | -                   | 8                   | 4                   | 3                   | 3                   |
| Lingewaard.NU               | -                   | -                   | 3                   | 4                   | 3                   | 3                   |
| SP                          | -                   | -                   | -                   | 4                   | 4                   | 2                   |
| D66                         | 1                   | -                   | 3                   | 3                   | 2                   | 2                   |
| PvdA                        | 3                   | 6                   | 2                   | 1                   | 1                   | 2                   |
| Huissen '90                 | 2                   | 2                   | -                   | -                   | -                   | -                   |
| B06                         | -                   | 3                   | -                   | -                   | -                   | -                   |
| Lokaal2000                  | 2                   | 1                   | -                   | -                   | -                   | -                   |
| Gin Gezeur We Gaon D'r Veur | -                   | -                   | -                   | -                   | -                   | -                   |
| LFS                         | -                   | -                   | -                   | -                   | -                   | -                   |
| Totaal                      | 27                  | 27                  | 29                  | 29                  | 29                  | 29                  |

De gemeente heeft ook een jongerenraad, die de 'Lingeraad' wordt genoemd. Deze jongerenraad heeft enkel een adviserende rol, met als doel om ook Lingewaardse jongeren een kans te geven om hun standpunten over bepaalde onderwerpen toe te kunnen lichten.

## Bestuur

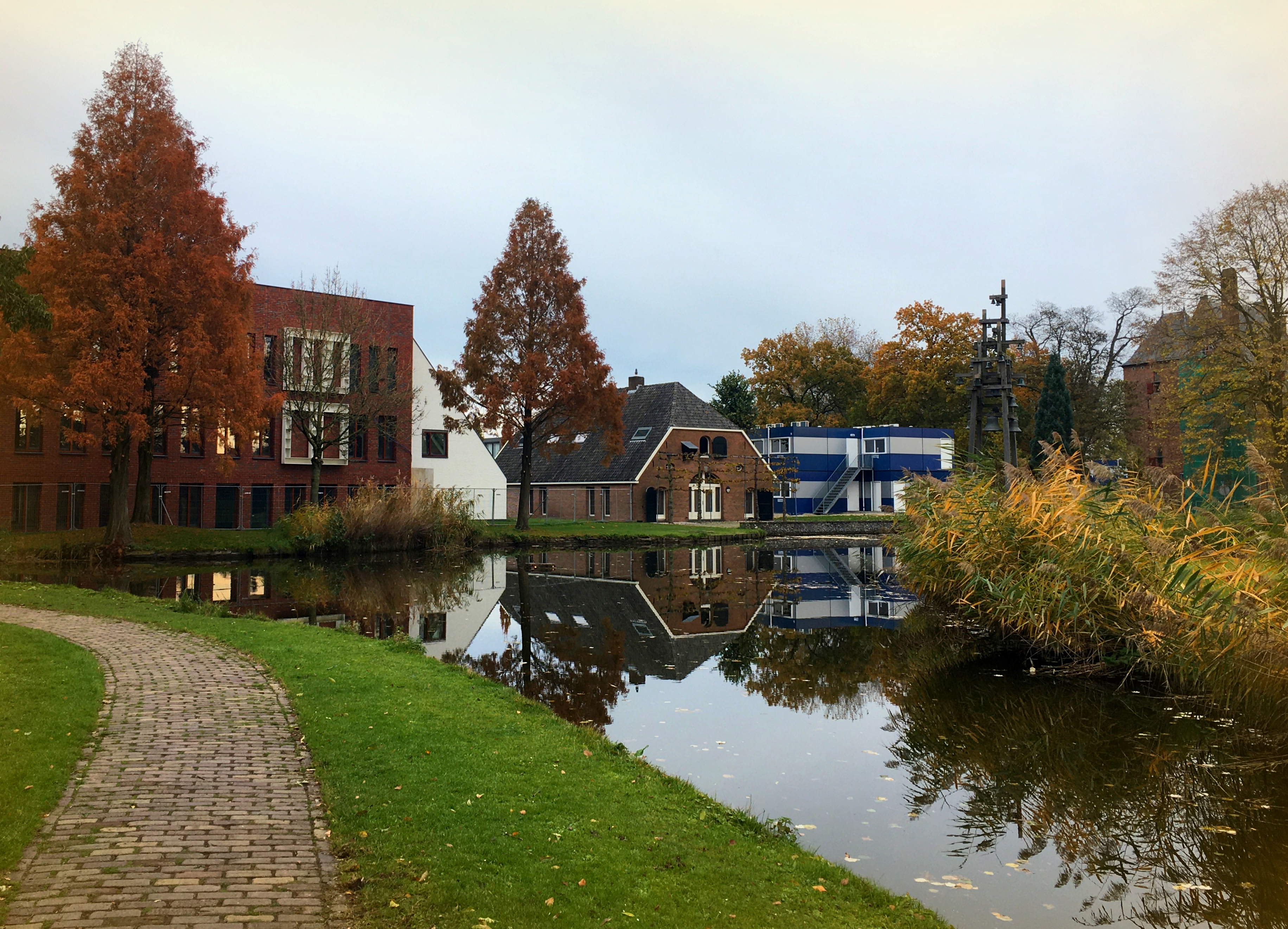
Bestuurscentrum Lingewaard in Bemmel

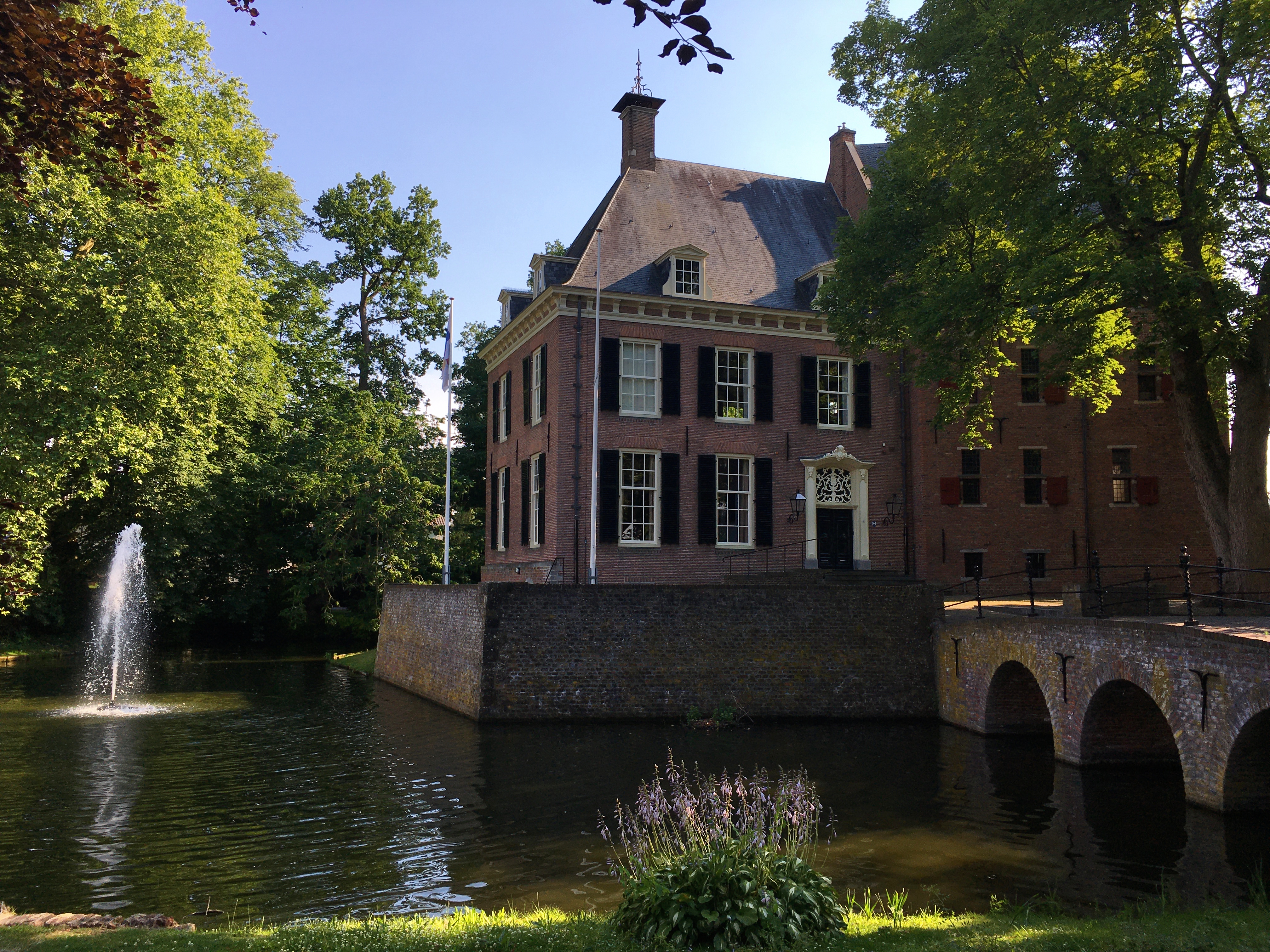
De Kinkelenburg in Bemmel: een vergader- en trouwlocatie van gemeente Lingewaard

Na de gemeenteraadsverkiezingen van 2010 is een college van burgemeester en wethouders gevormd met een coalitie van D66 (wethouder Kees Telder), GroenLinks (wethouder Bert Frings, opgevolgd door Bart van Eeten in 2011) en de lokale partijen Lingewaard.NU (wethouder Theo Janssen) en B06-L2000 (wethouder Frans Schut). Dit bestuur kwam in 2011 met een opmerkelijke oplossing voor het tekort op de gemeentelijke begroting: een verhoging van de onroerendezaakbelasting met 50%.
Op 21 juni 2012 kwam er een breuk in de coalitie na een geschil over de komst van de trolleybus. Per 20 september werd een nieuw college gevormd met Kees Telder (D66), Barth van Eeten (GroenLinks) en Louis Dolmans (als onafhankelijk wethouder), met steun uit de raad van CDA, Fractie Reijmers, Lokaal Belang Lingewaard, PvdA en VVD.
Na de gemeenteraadsverkiezingen in 2014 is een college gevormd met wethouders Johan Sluiter (Lokaal Belang Lingewaard), Theo Peren (CDA), Theo Janssen (Lingewaard.NU) en Helga Witjes (VVD). Het college is na de gemeenteraadsverkiezingen in 2018 qua samenstelling nagenoeg onveranderd gebleven: alleen heeft Aart Slob de plaats van Theo Peren als wethouder ingenomen.
De eerste burgemeester van Lingewaard was Rob Persoon (CDA), van 2001 tot 2006. Hij werd opgevolgd door Paul Peters (CDA), die het ambt van 2006 tot 2007 vervulde. Aansluitend werd Peters opgevolgd door Harry de Vries (CDA). De Vries was burgemeester van Lingewaard van 2007 tot 25 oktober 2012; op die dag diende hij zijn ontslag in, na een vertrouwensbreuk wegens onterechte declaraties. Met ingang van 26 oktober 2012 werd Steven de Vreeze (PVdA) belast met de waarneming van het ambt van burgemeester van de gemeente Lingewaard. In 2013 werd De Vreeze vervangen door Marianne Schuurmans-Wijdeven (VVD); zij werd op 26 september 2013 officieel geïnstalleerd als burgemeester van Lingewaard. Kort nadat de gemeenteraad haar op 16 mei 2019 had voorgedragen voor herbenoeming, kwam het bericht dat zij per 10 juli 2019 als burgemeester van de gemeente Haarlemmermeer zou worden geïnstalleerd. In verband hiermee werd Josan Meijers met ingang van 10 juli 2019 belast met de waarneming van het burgemeesterschap in Lingewaard. Op 7 juli 2020 werd Nelly Kalfs voorgedragen als burgemeester van Lingewaard. Nelly Kalfs is partijloos. Kalfs begon op 24 september 2020.

## Aangrenzende gemeenten
| Aangrenzende gemeenten | Aangrenzende gemeenten | Aangrenzende gemeenten | Aangrenzende gemeenten | Aangrenzende gemeenten |
| ---------------------- | ---------------------- | ---------------------- | ---------------------- | ---------------------- |
|                        |                        | Arnhem                 | Westervoort            | Duiven                 |
|                        |                        |                        |                        |                        |
| Overbetuwe             |                        |                        |                        |                        |
|                        |                        |                        |                        |                        |
| Nijmegen               |                        | Berg en Dal            |                        | Zevenaar               |

## Natuur en landschap

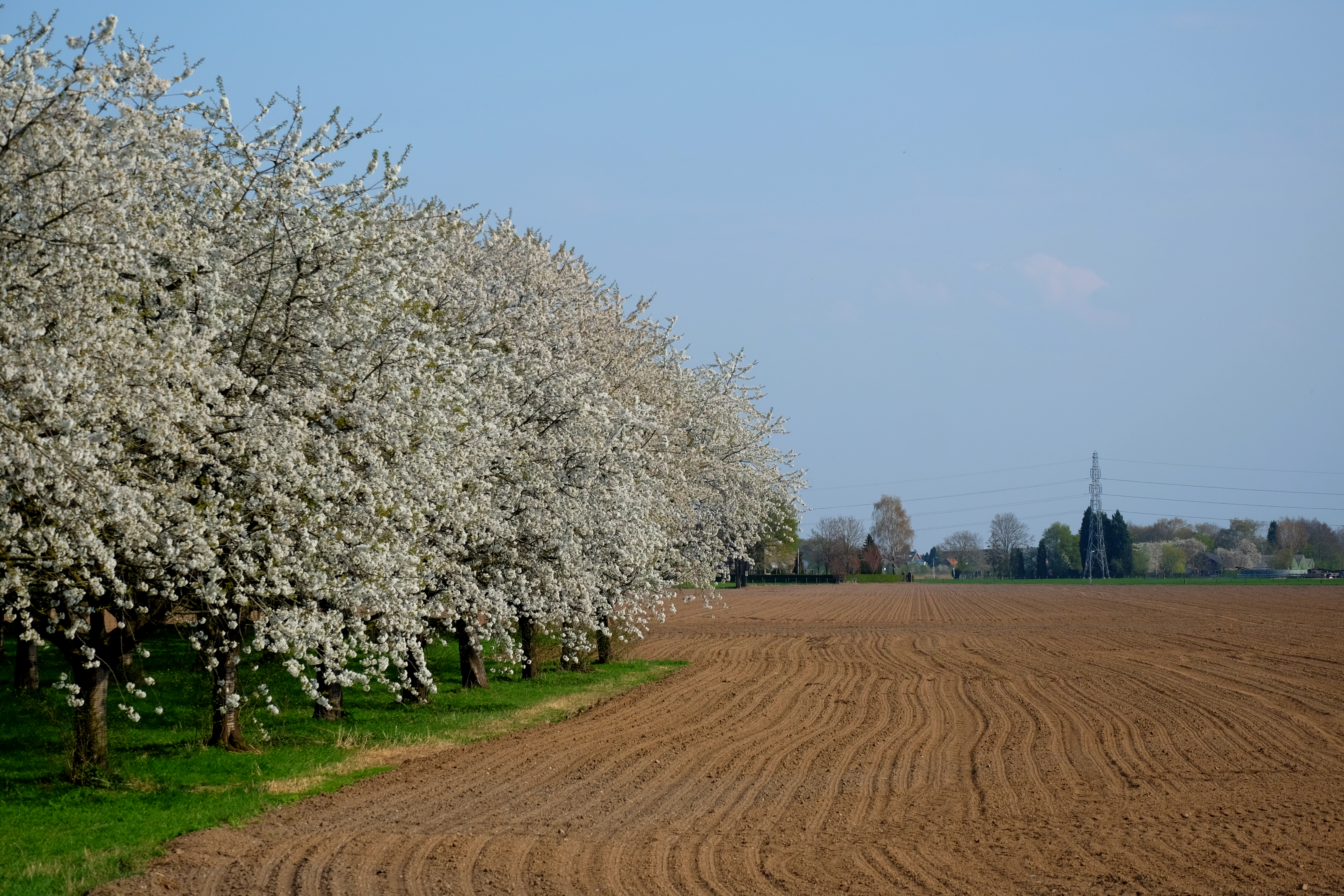
Boomgaard van bloeiende zoete kersen (Prunus avium), in het buitengebied tussen Haalderen en Bemmel (tijdens de lente)

Fysisch-geografisch gezien ligt Lingewaard volledig in het Gelderse rivierlandschap. Het bevat veelal vruchtbare bodems van rivierafzettingen. Langs de zuid- en oostgrens van Lingewaard komen veel overslaggronden voor (kalkhoudende ooivaaggronden); deze bestaan uit sediment van dijkdoorbraken uit het verleden. In Lingewaard liggen naar verhouding zowel binnendijks als buitendijks veel kolken.
Vanuit agrarisch oogpunt gezien speelt de tuinbouw al van oudsher een prominente rol in het Lingewaardse landschap. Er liggen relatief veel boomgaarden en glastuinbouwkassen binnen het grondgebied van de gemeente. Dit is niet toevallig zo, want de bodemtypen die voorkomen in de streek zijn bijzonder goed geschikt voor de tuinbouw; er is een agrogeologisch verband.
Uit de bodems van de Lingewaardse uiterwaarden werd op veel plaatsen (op grootschalige wijze) rivierklei gewonnen ten behoeve van de baksteenindustrie, die na 1850 flink tot bloei kwam in Lingewaard. De hoge schoorstenen van de steenfabrieken zijn op sommige plaatsen nog blijven staan; ze worden beschouwd als industrieel erfgoed. Van de opgebroken delen van de rails voor de locomotieven die het klei vervoerde, zijn op veel plaatsen omheiningen gemaakt voor weilanden en natuurgebieden. Deze omheiningen staan nog steeds op verschillende plekken in het buitendijkse landschap van Lingewaard.

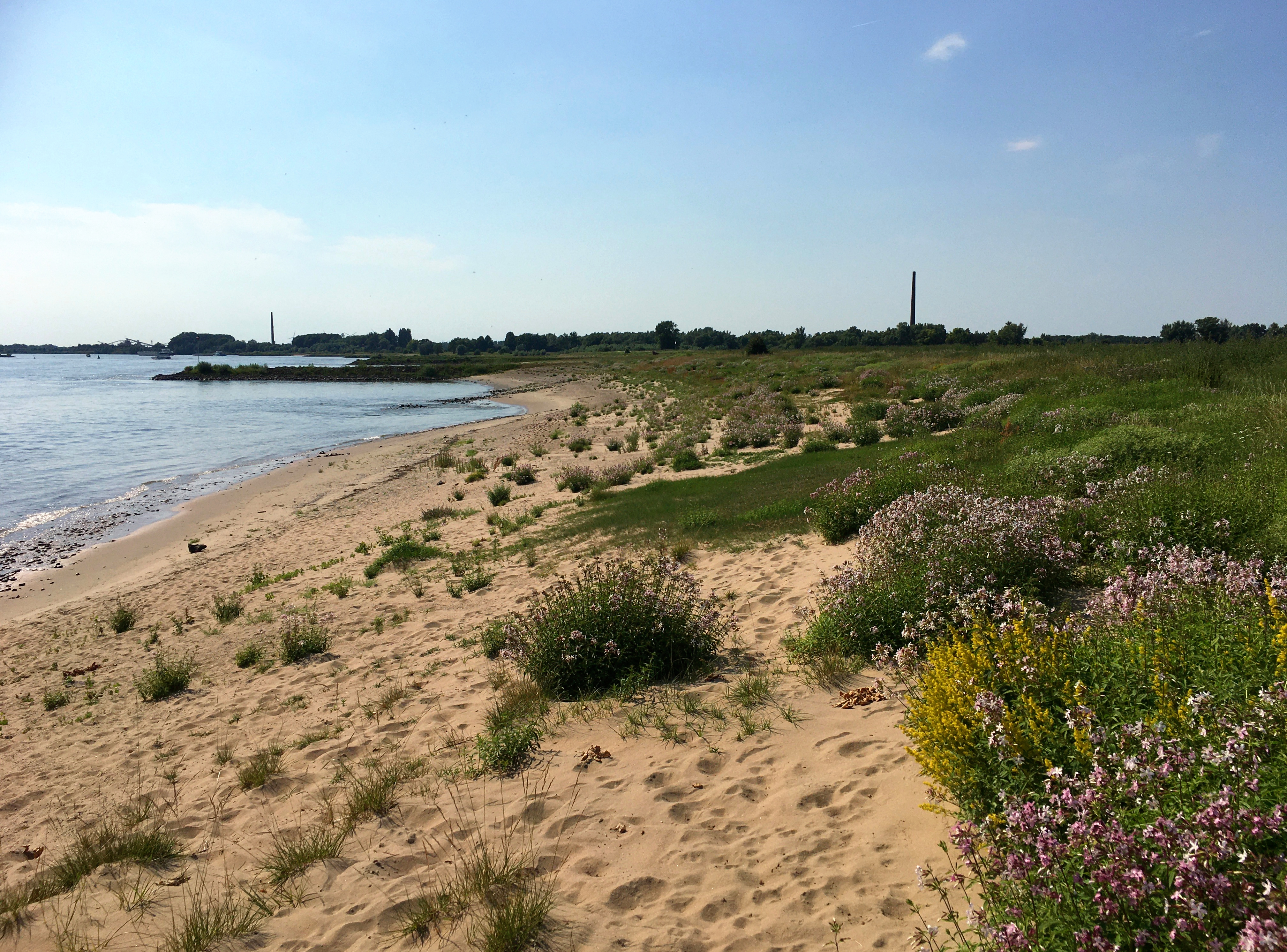
Rivierstrand van de Waal in de Gendtse en Haalderse uiterwaarden (onderdeel van de Gelderse Poort). Aan de horizon van dit rivierlandschap zijn twee schoorstenen van oude steenfabrieken zeer goed zichtbaar.

De zuid- en oostkant van Lingewaard zijn onderdeel van het natuurgebied de Gelderse Poort van Staatsbosbeheer. Hieronder vallen onder andere de Bemmelse Waard, Gendtse Waard, Klompenwaard en de Huissensche Waarden. De Klompenwaard bij Doornenburg is een aanzienlijk, relatief nieuw natuurontwikkelingsgebied van de Gelderse Poort. Dit gebied is na 1995 veranderd van landbouwgebied naar natuurgebied. De riviernatuur in de Lingewaardse uiterwaarden bestaat hoofdzakelijk uit zachthoutooibossen, ruigten, graslanden en rivierstranden. Er lopen verschillende soorten grote grazers rond door de uiterwaarden, zoals koniks en Rode Geuzen. Zij spelen een belangrijke rol in de landschapsvormende processen, waaronder vooral het creëren van een veelzijdige vegetatiestructuur.
Door het westelijk deel van Lingewaard loopt het landschapspark Park Lingezegen. Hierbij hoort onder andere het Bemmelse Landgoed Doornik. Dit landgoed kent een hoge natuurwaarde en is vooral bekend vanwege de akkerreservaten die er liggen, waarin zeldzame Nederlandse akkerkruiden voorkomen.

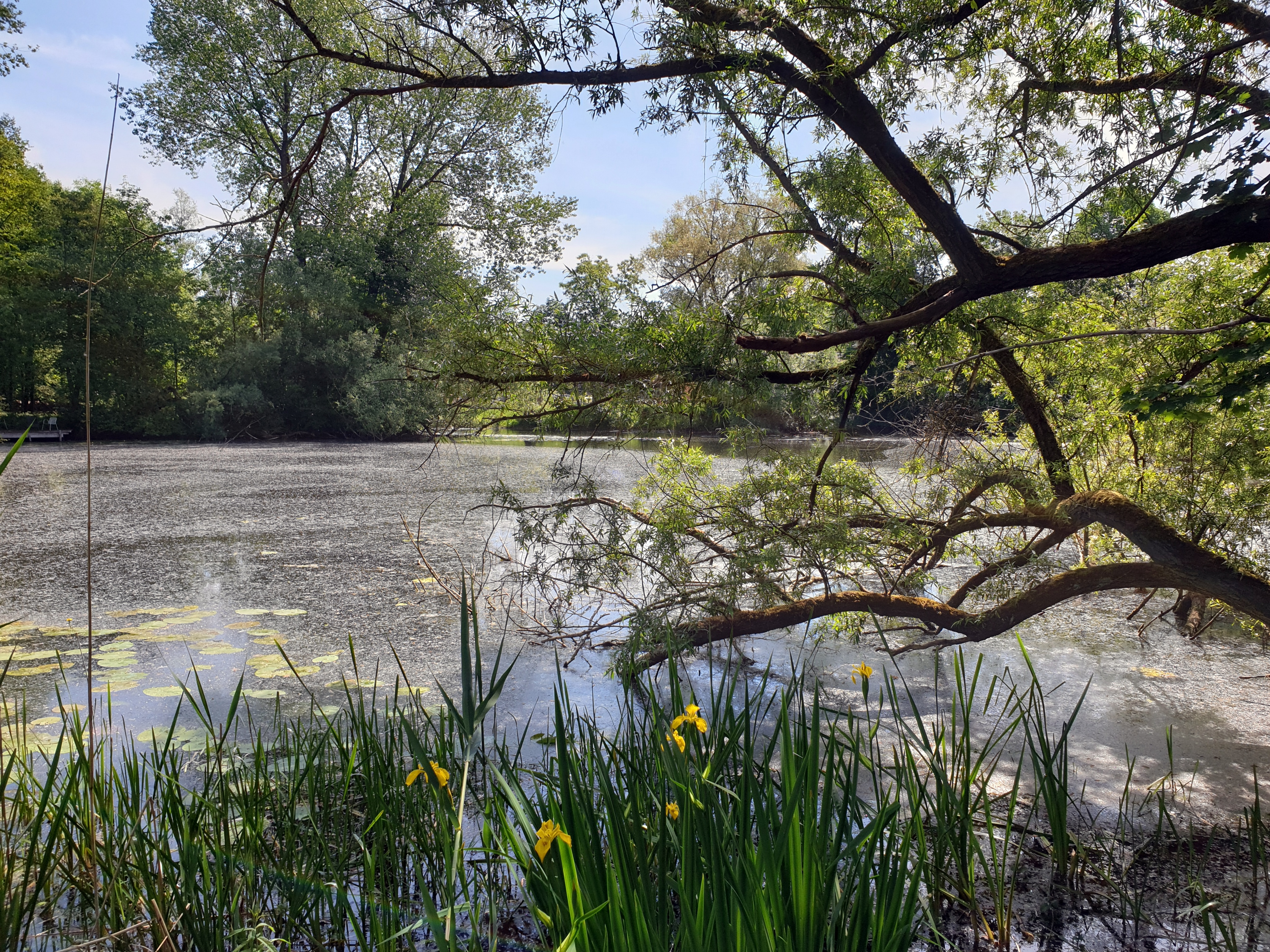
Ooibos rondom de Kleine Kolk van Hoogerbrugge: een binnendijkse kolk van de Nederrijn bij Huissen
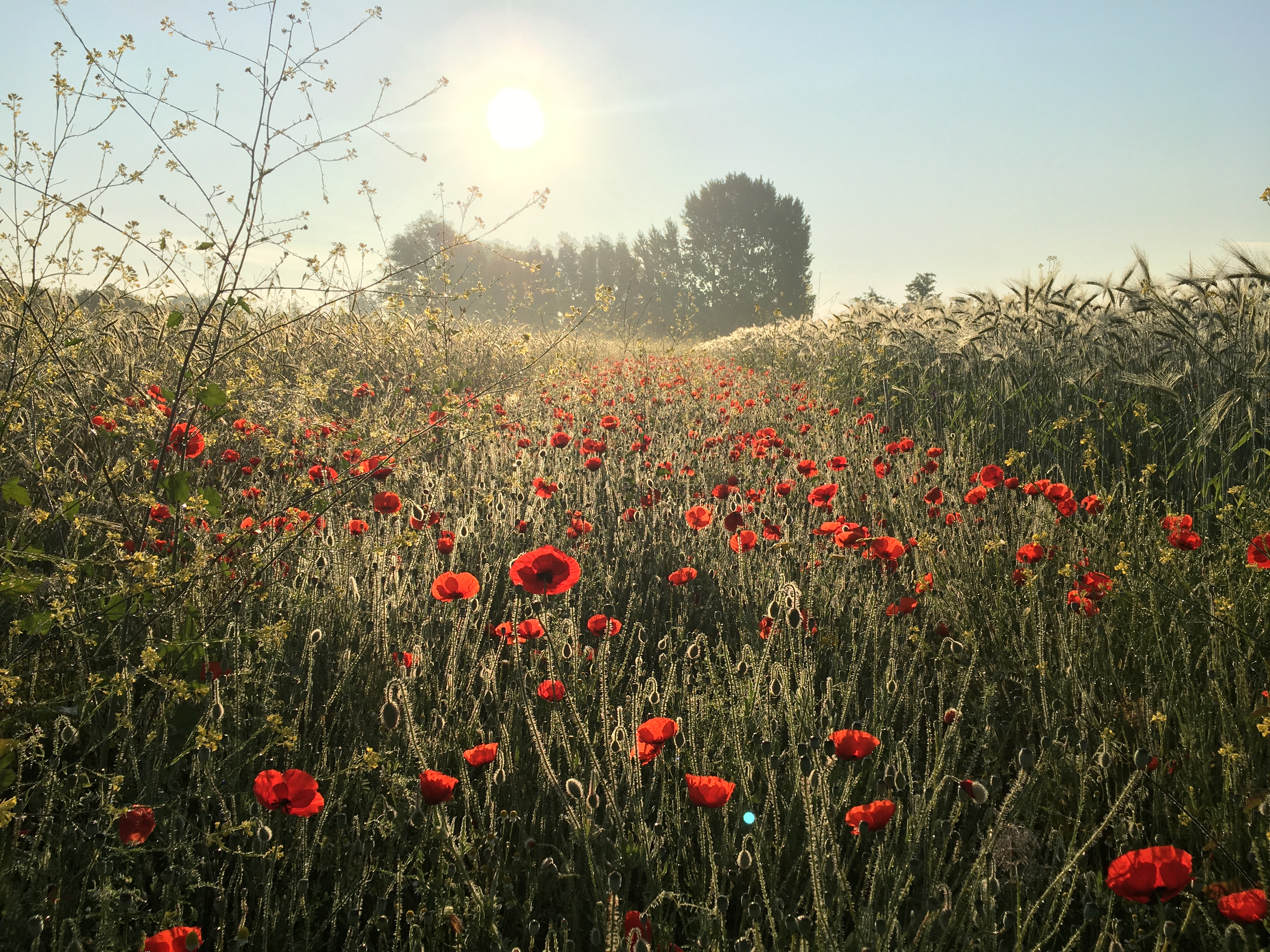
Zonsopgang in een akkerreservaat op Landgoed Doornik bij Bemmel (deel van Park Lingezegen)
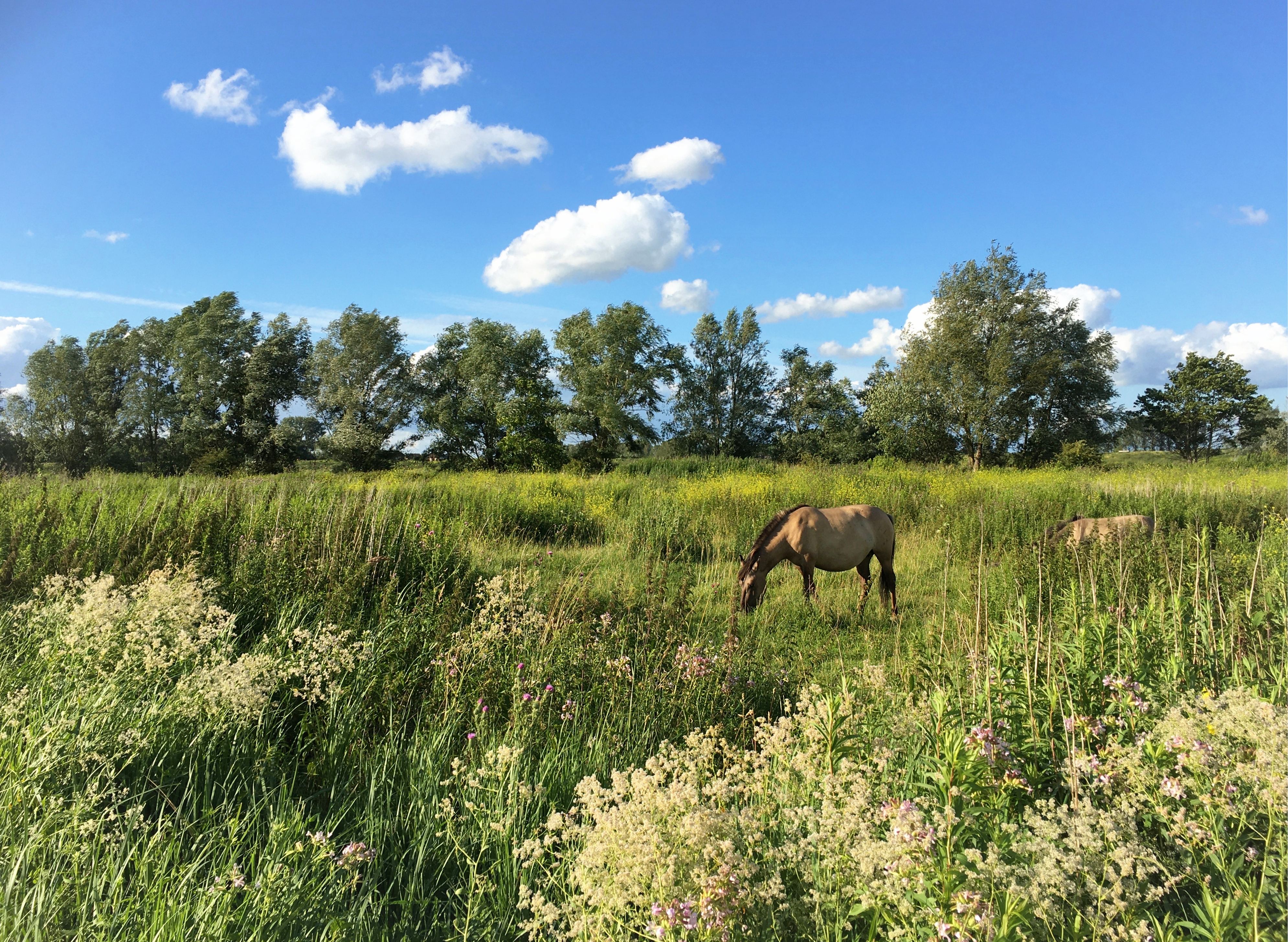
Koniks tussen bloemrijke ruigten in de Klompenwaard bij Doornenburg (onderdeel van de Gelderse Poort)
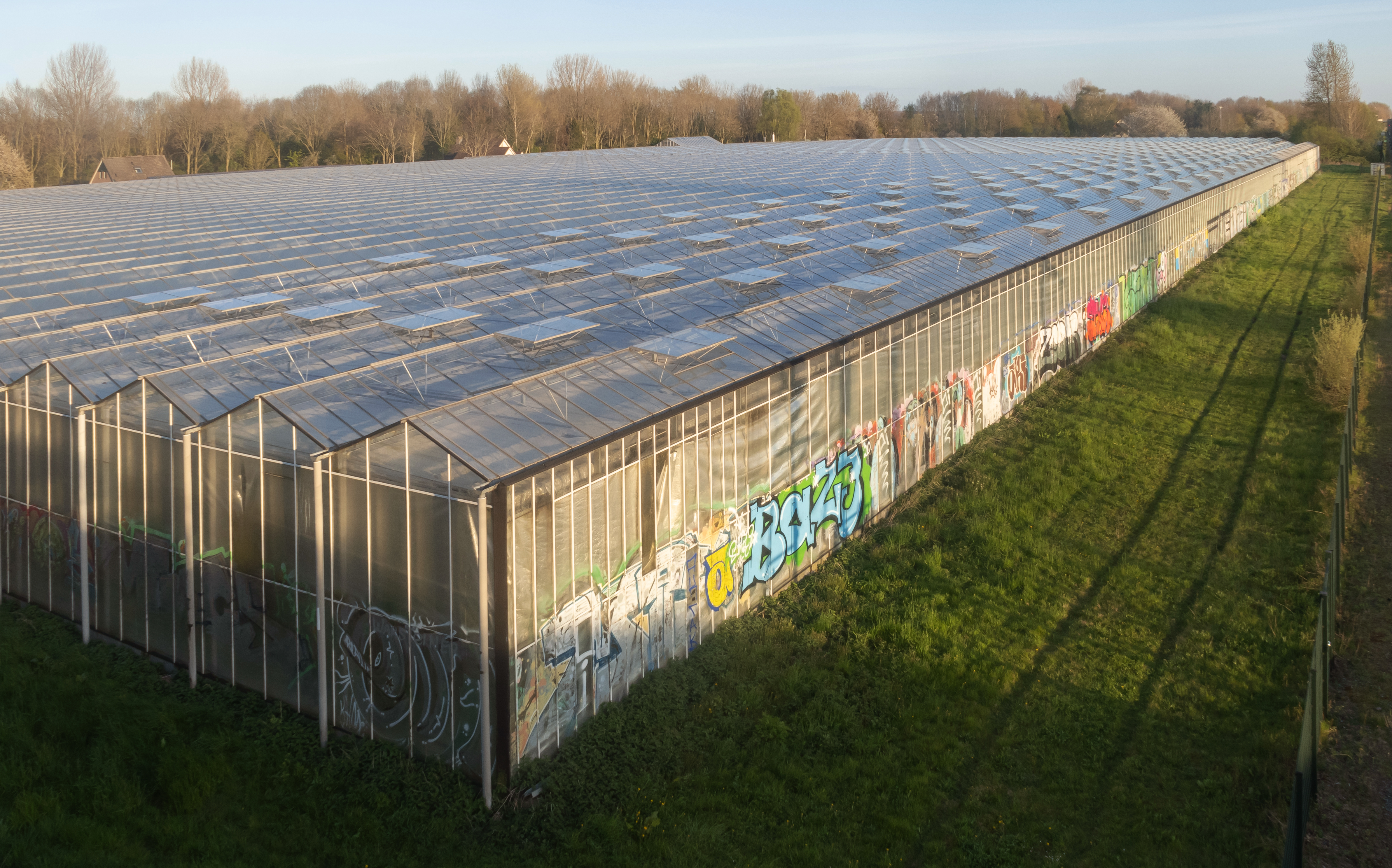
Ressen, kassen langs het spoor

## Monumenten
De gemeente kent een aantal monumenten, zie onderstaande doorverwijspagina's:
- Lijst van rijksmonumenten in Lingewaard
- Lijst van gemeentelijke monumenten in Lingewaard
- Lijst van oorlogsmonumenten in Lingewaard

## Bekende personen

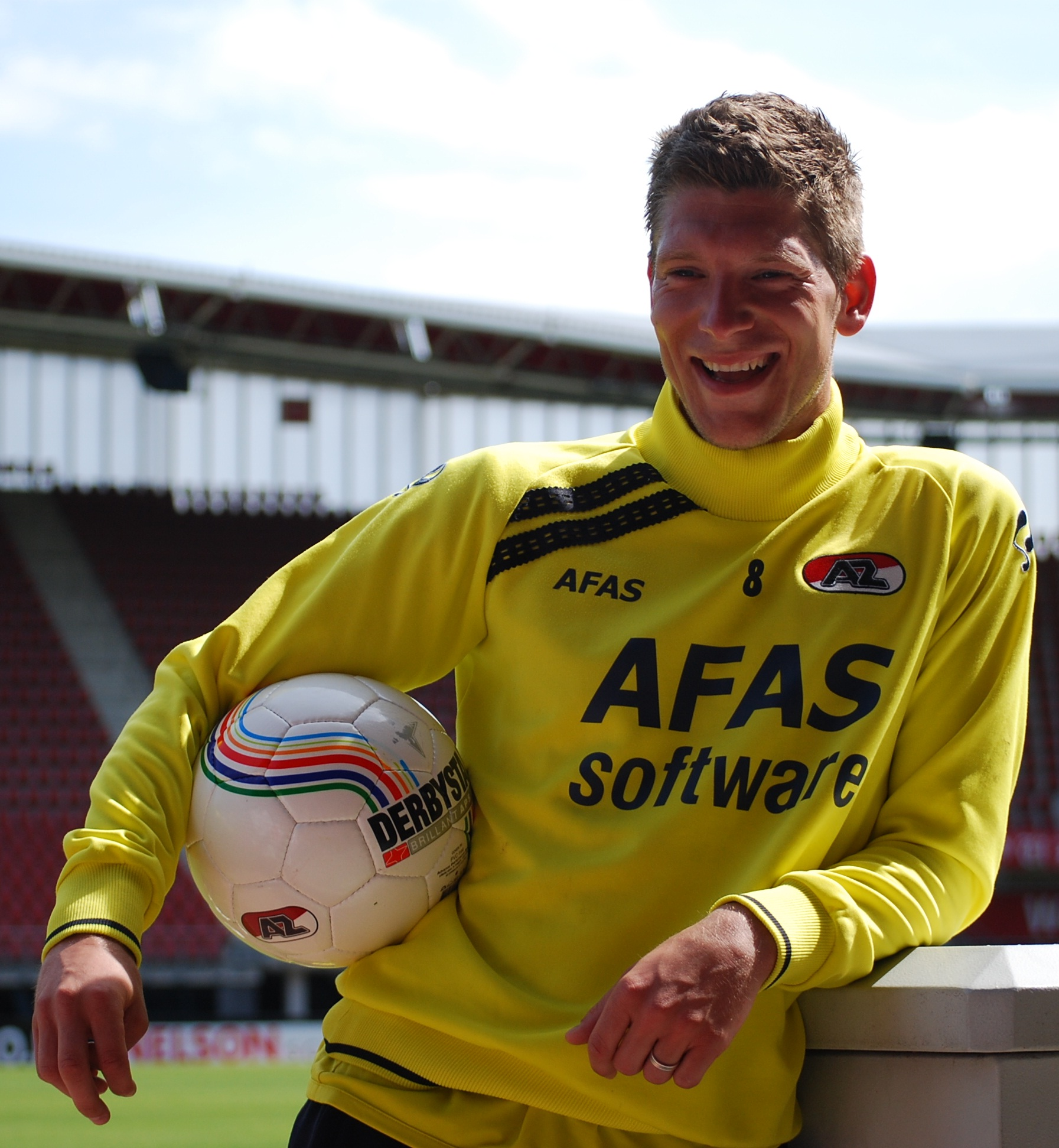
Stijn Schaars, voormalig profvoetballer uit Gendt. Schaars was in de periode 2006–2016 international in het Nederlands voetbalelftal.

Bekende personen die in Lingewaard zijn geboren, er wonen of gewoond hebben zijn:
- Thomas van Aalten (1978), journalist en schrijver
- Hendrik Braam (1879–1956), oprichter vakbond voor steenfabrieksarbeiders
- Mechteld van Gelre (1324–1384), hertogin-pretendente van hertogdom Gelre
- Esther Gerritsen (1972), toneel- en romanschrijfster
- Ruben Hein (1982), jazzartiest en componist
- Hetty Heyting (1953), actrice, schrijfster en theatermaakster
- Gérard Jansen (1964), professioneel dammer
- Nelly Kalfs (1961), burgemeester van Lingewaard
- Erwin van de Looi (1972), voetbalcoach en voormalig profvoetballer
- Wouter Macare (1999), metalartiest
- Mirjam Melchers (1975), wielrenster
- Wim van Oostrom (1933), kunstschilder en beeldhouwer
- Peter Rietbergen (1950), historicus
- Stijn Schaars (1984), voormalig profvoetballer
- Joop Schaminée (1957), botanicus
- Syb Talma (1864–1916), voormalig minister

## Afbeeldingen

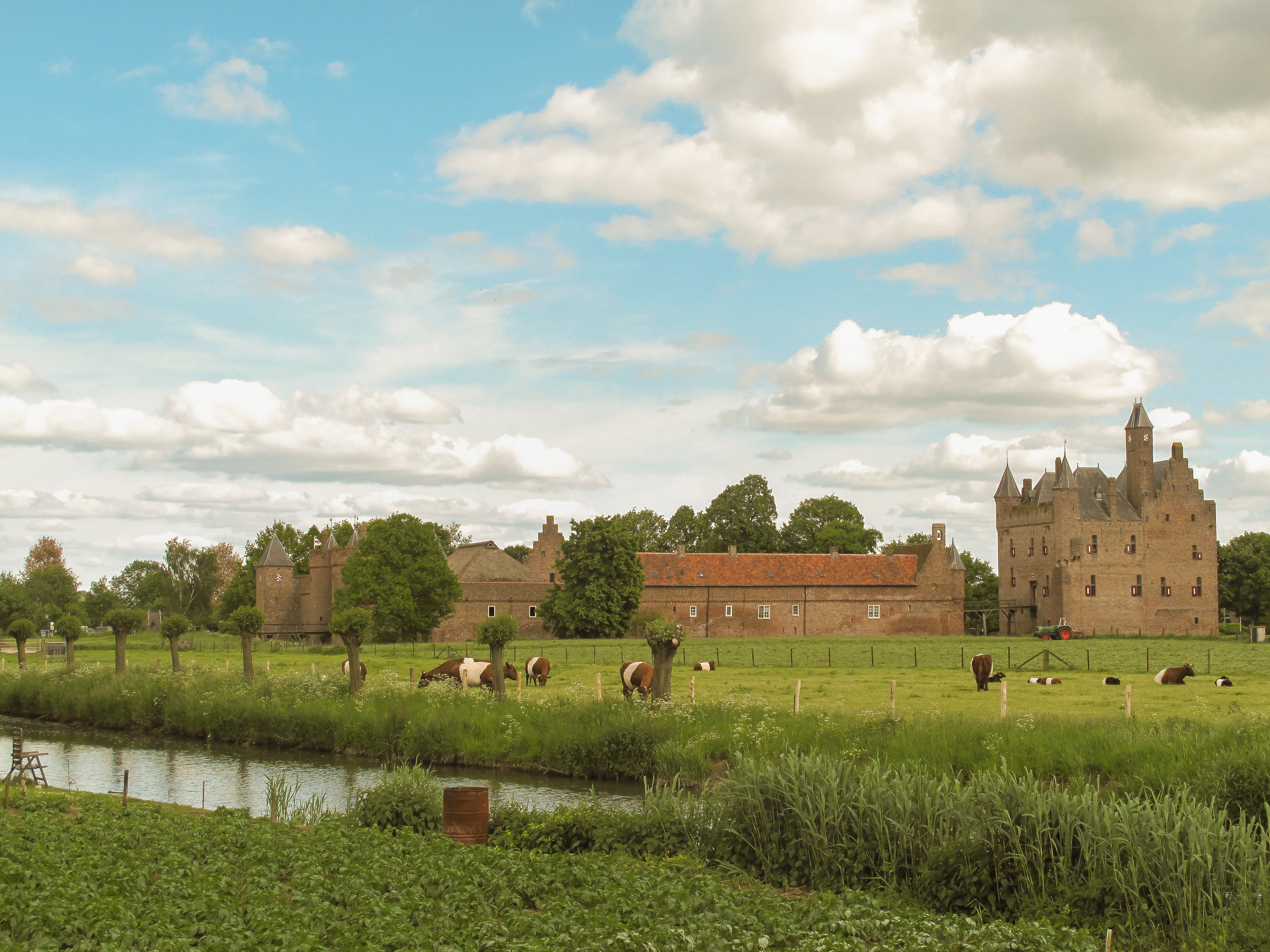
Aanzicht op Kasteel Doornenburg aan de Linge in Doornenburg
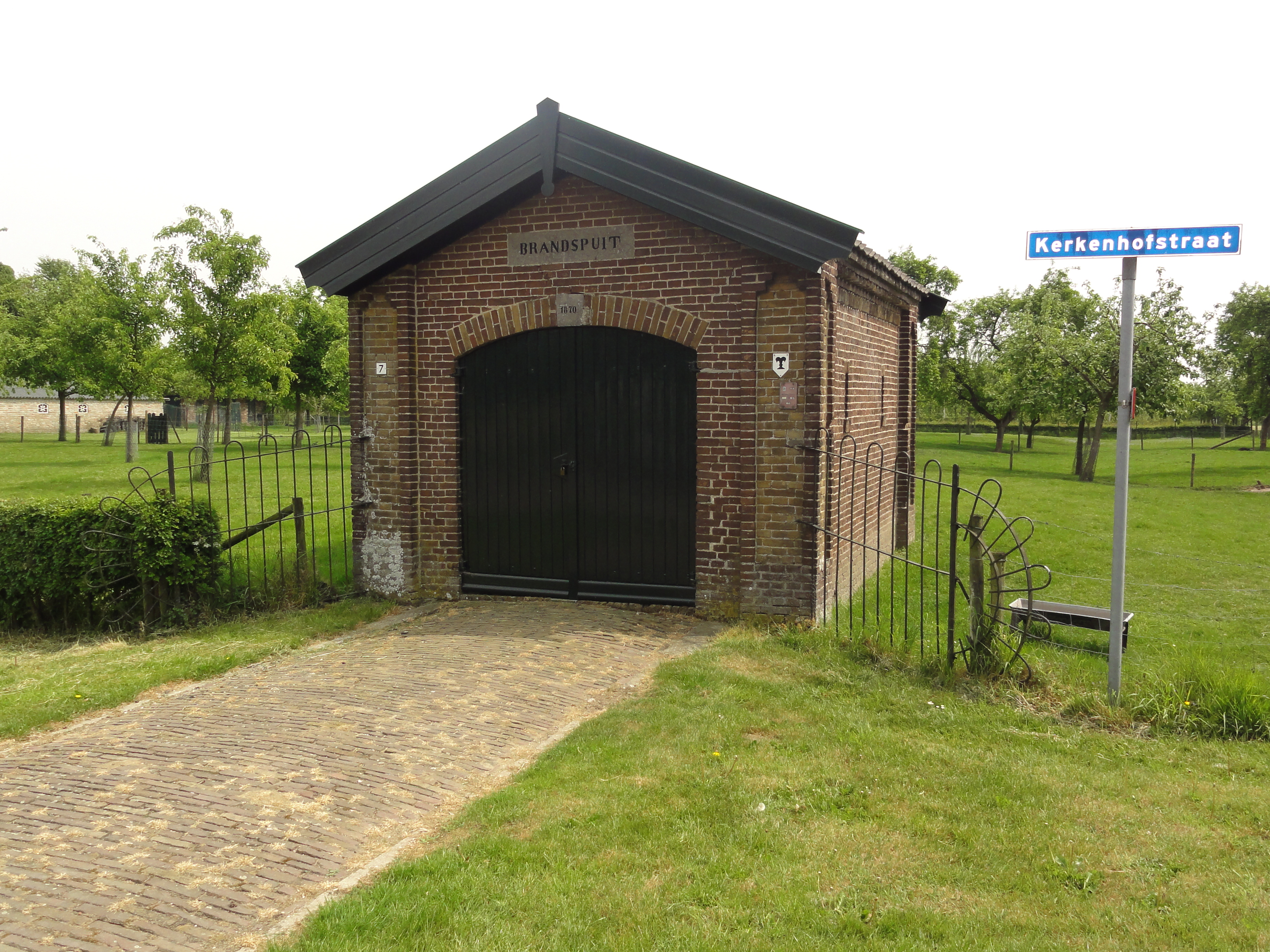
Brandspuithuisje in Ressen (gemeentelijk monument uit 1870)
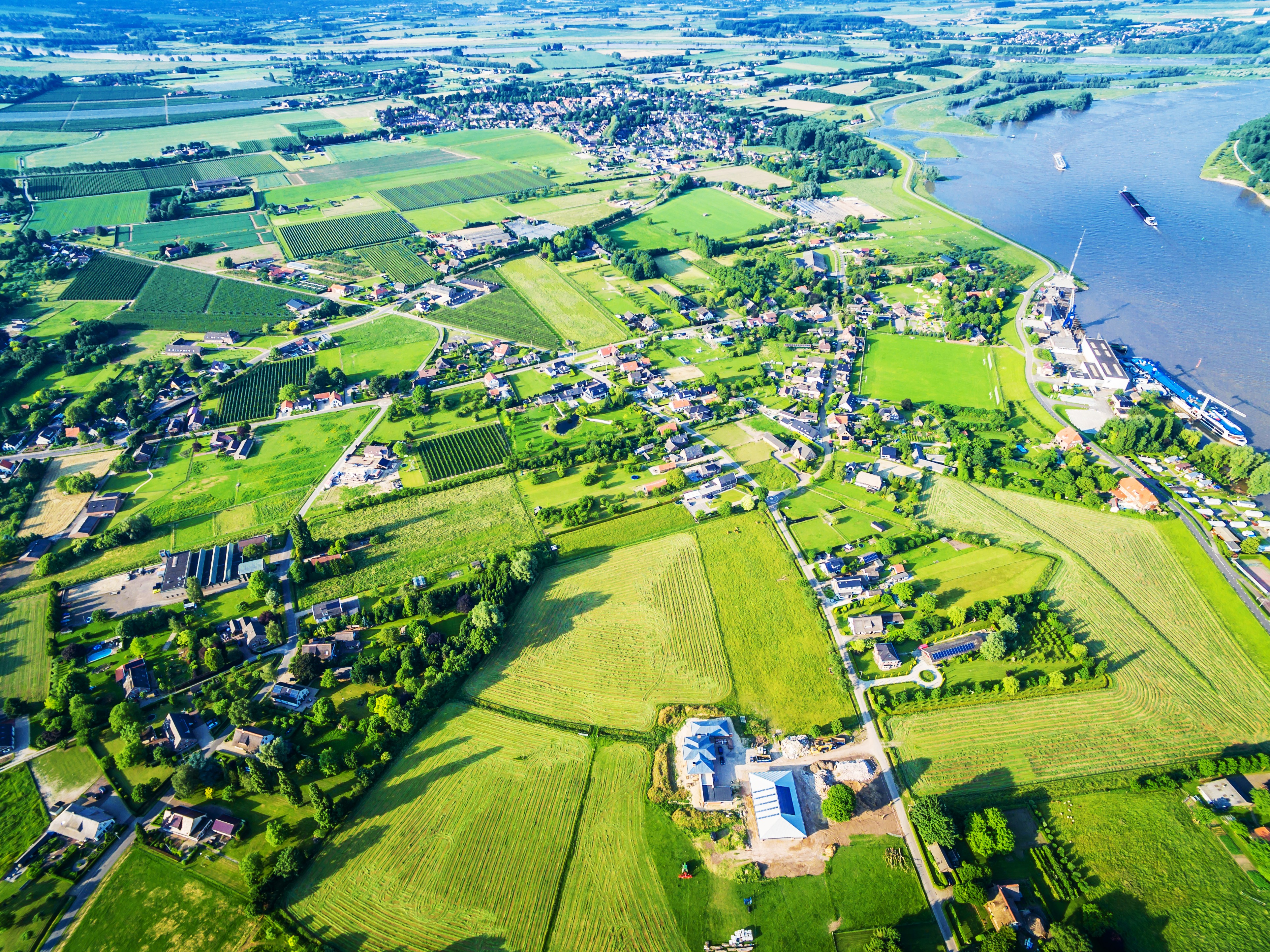
Een luchtfoto van de buurtschap Hulhuizen (gemaakt in juni 2016)
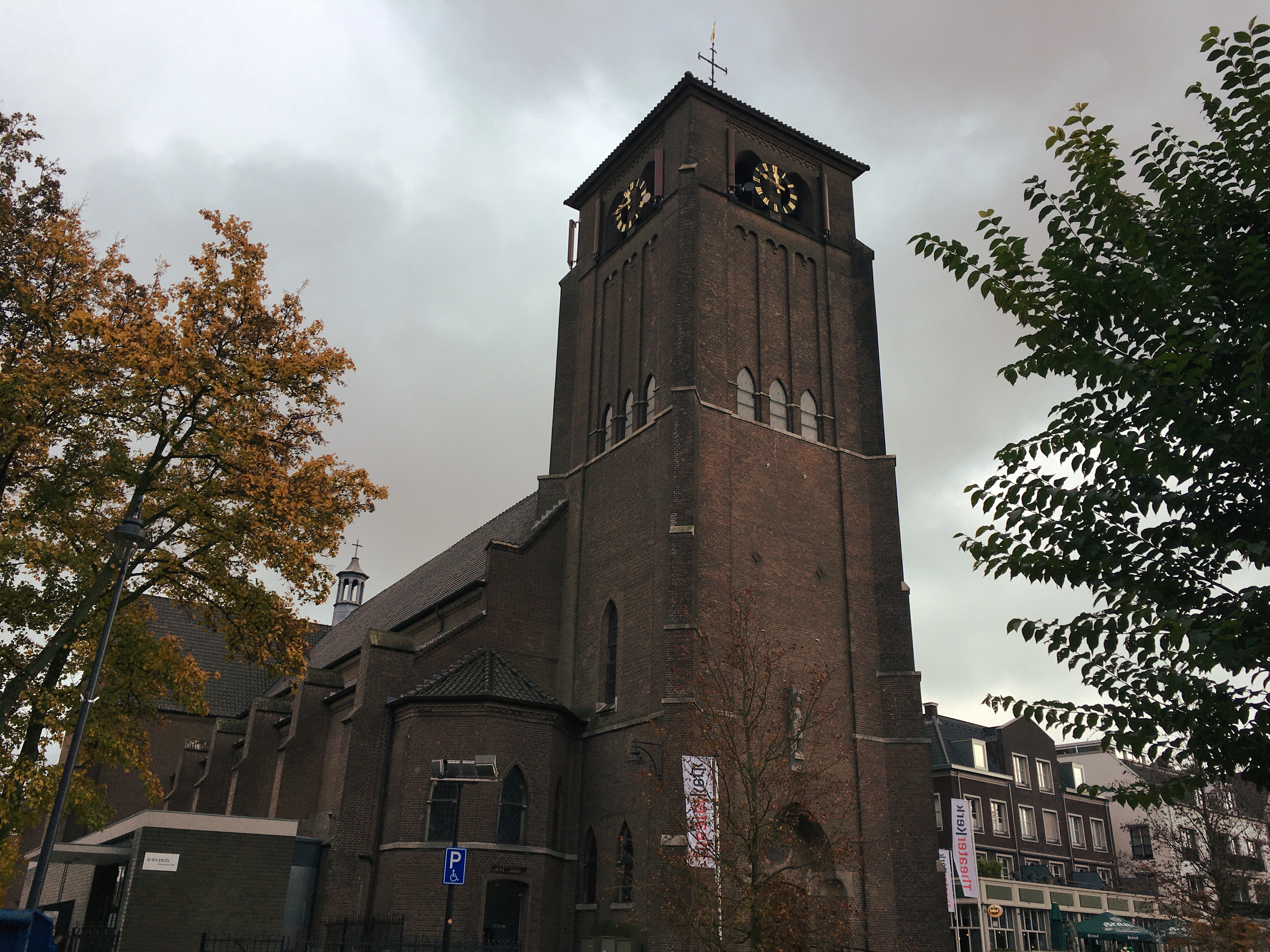
Theaterkerk Bemmel (theater in de voormalige Heilige Donatuskerk)
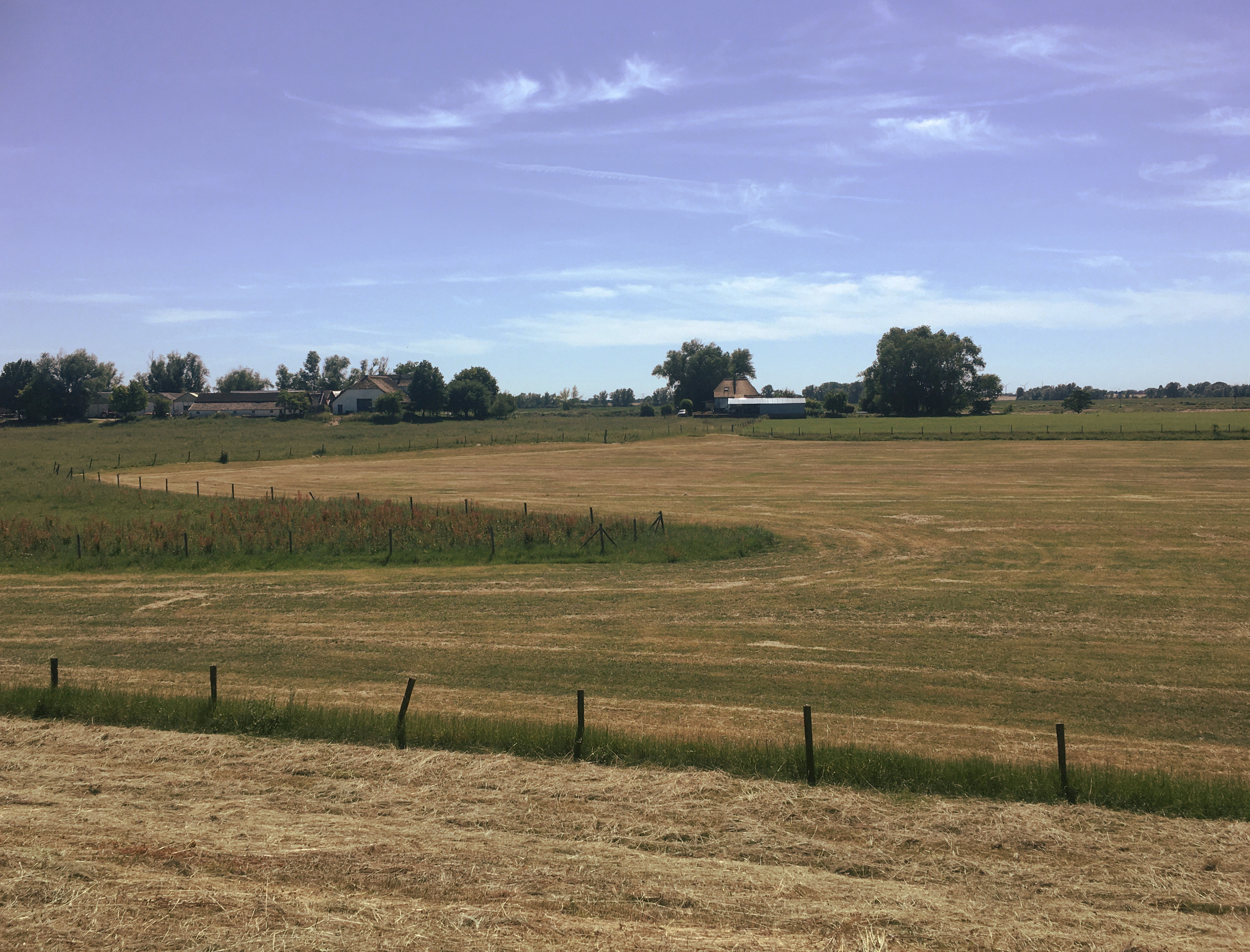
De Middelwaard aan de overzijde van de Nederrijn, nabij Loo
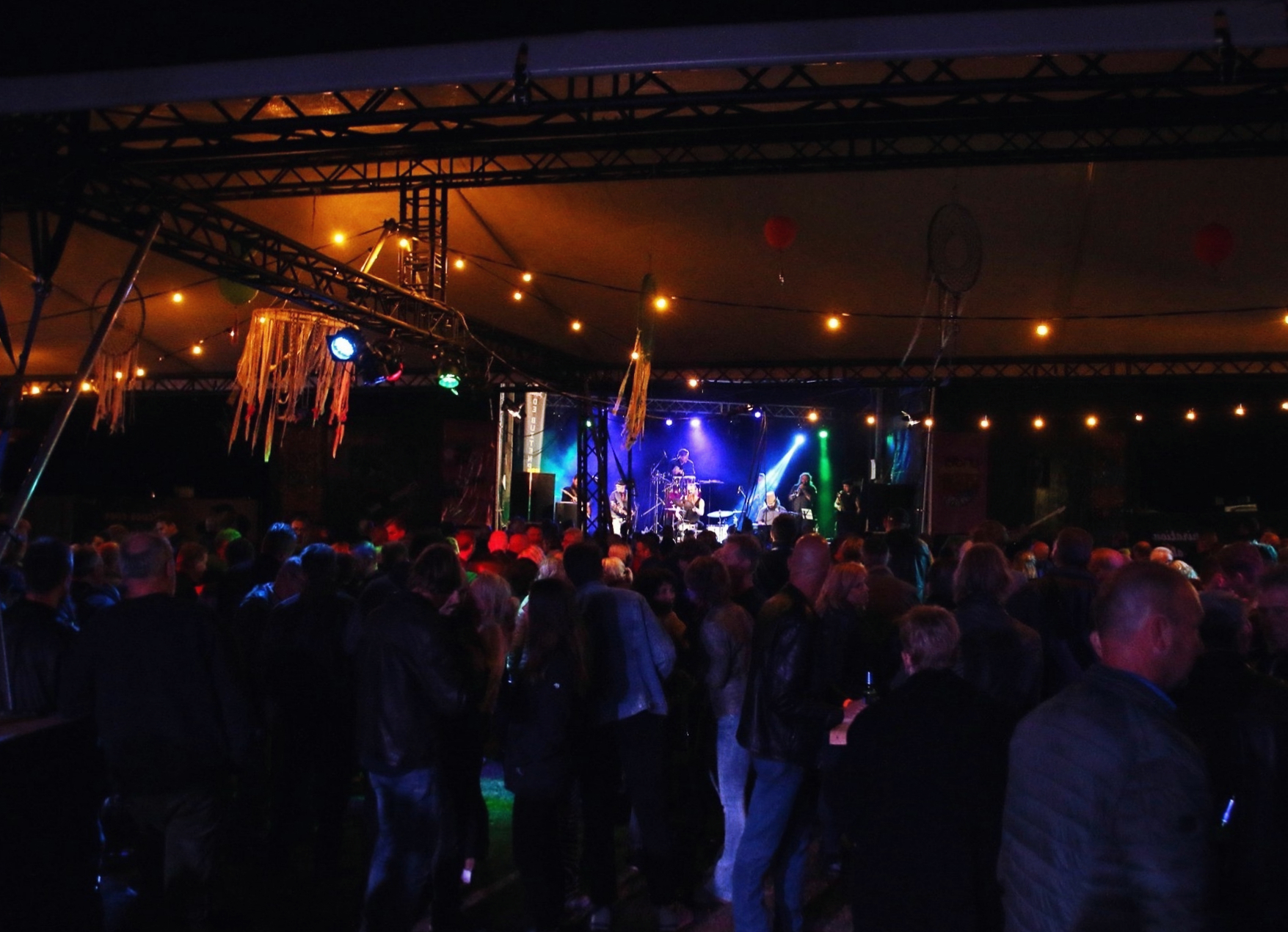
Jaarlijks festival Under The Milky Way, in de Huissensche Waarden
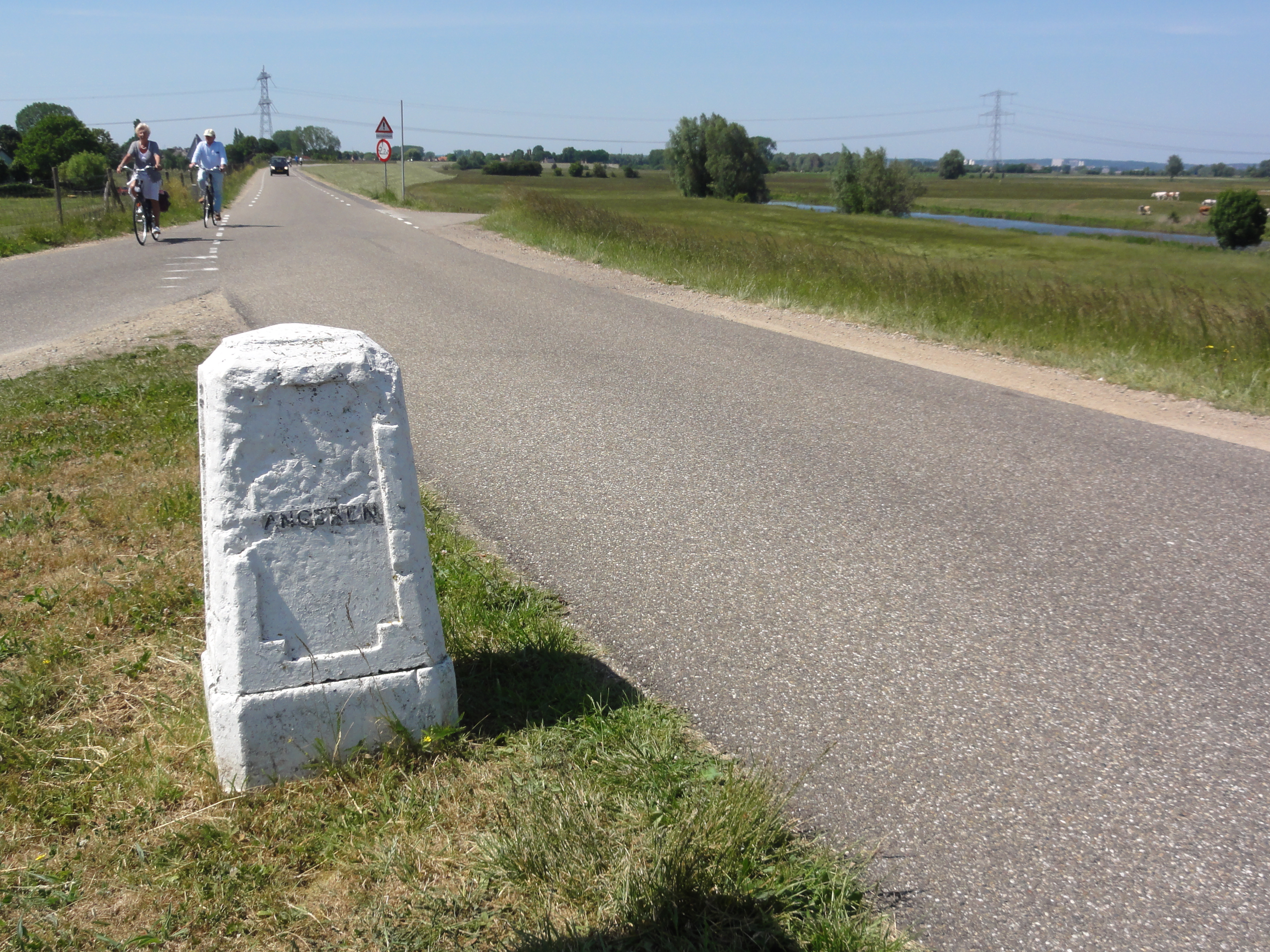
De grenspaal Angeren-Doornenburg naast de weg op de Rijndijk
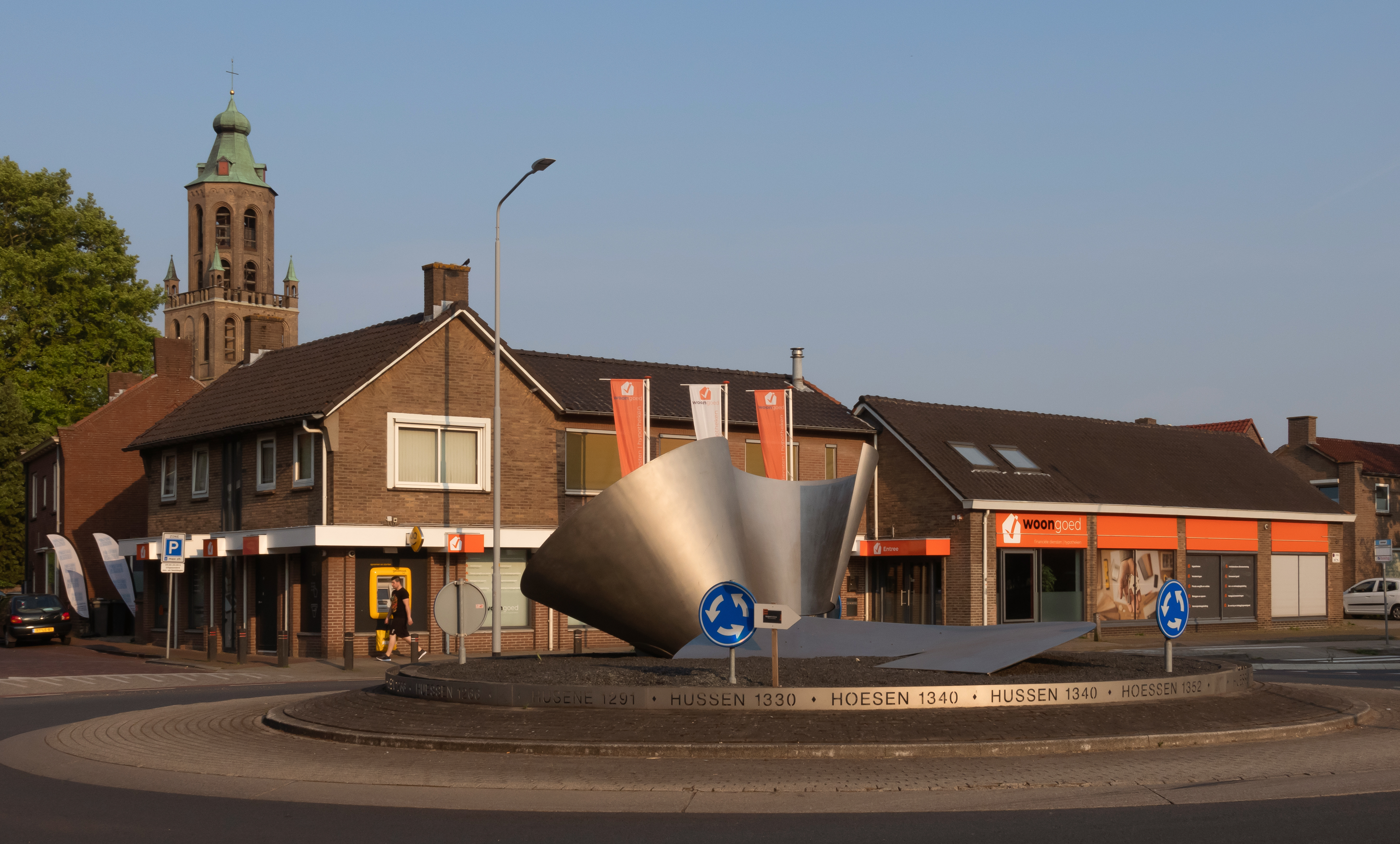
Sculptuur van de geschiedenis van Huissen
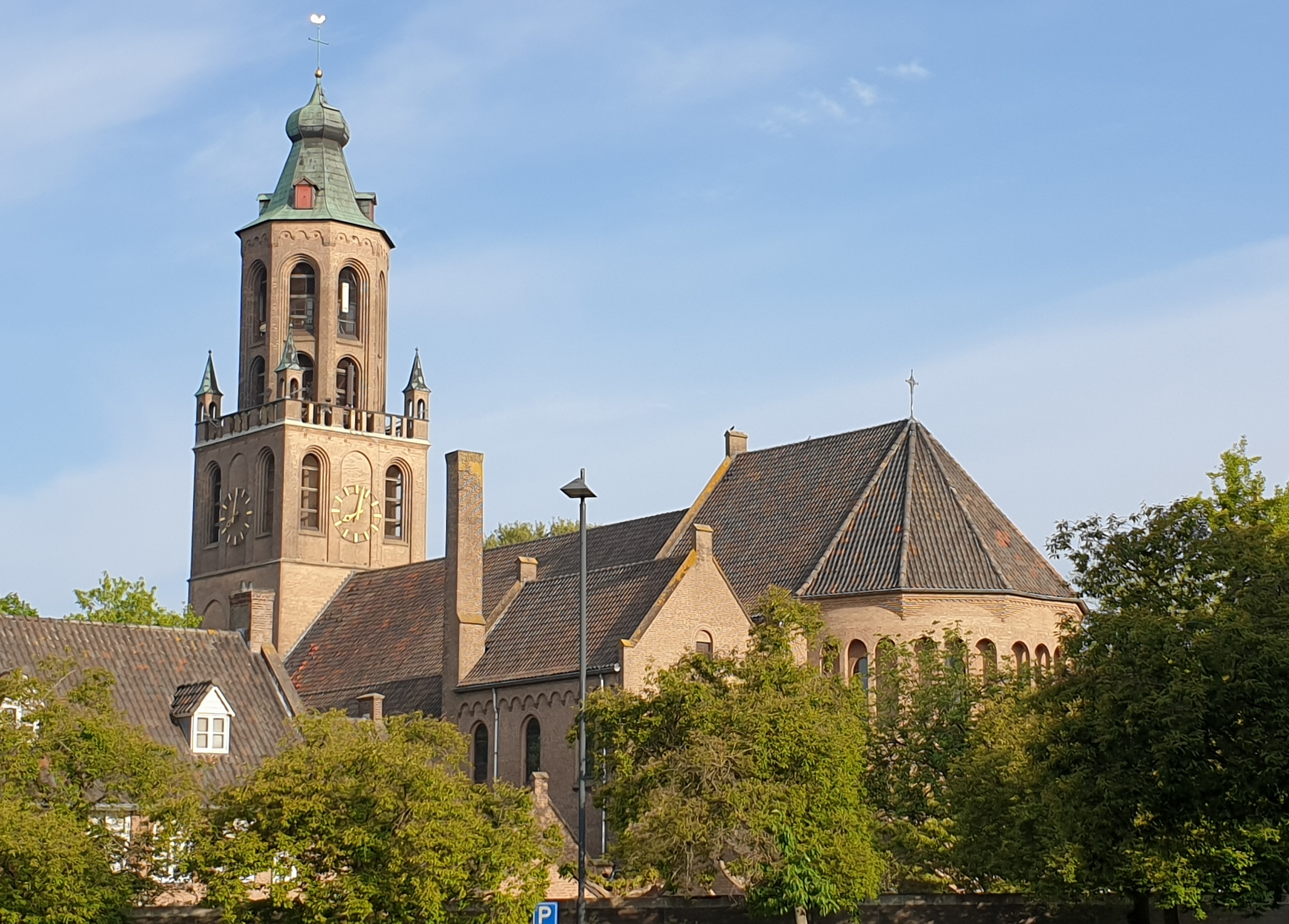
De na de Tweede Wereldoorlog herbouwde kerk van Huissen-Stad
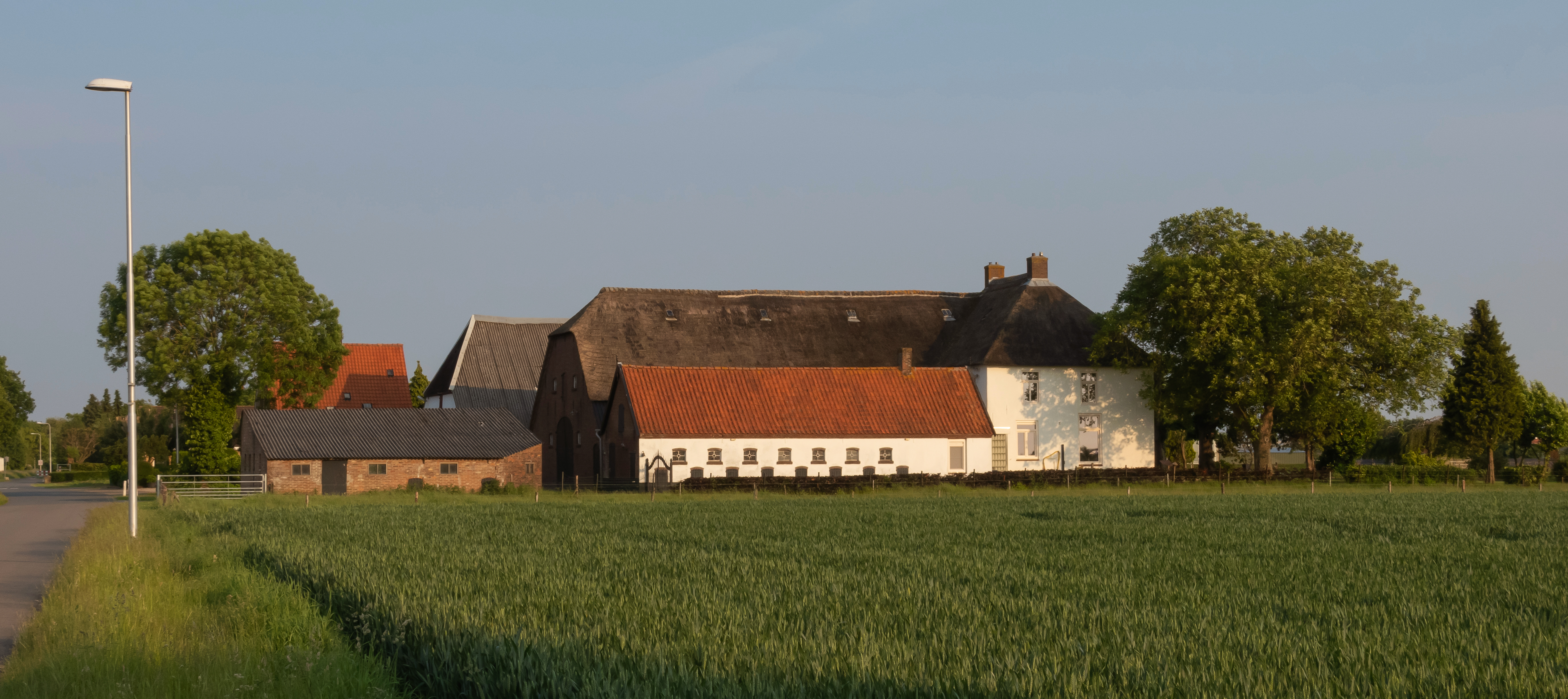
Huissen, boerderij aan de Bergendesestraat
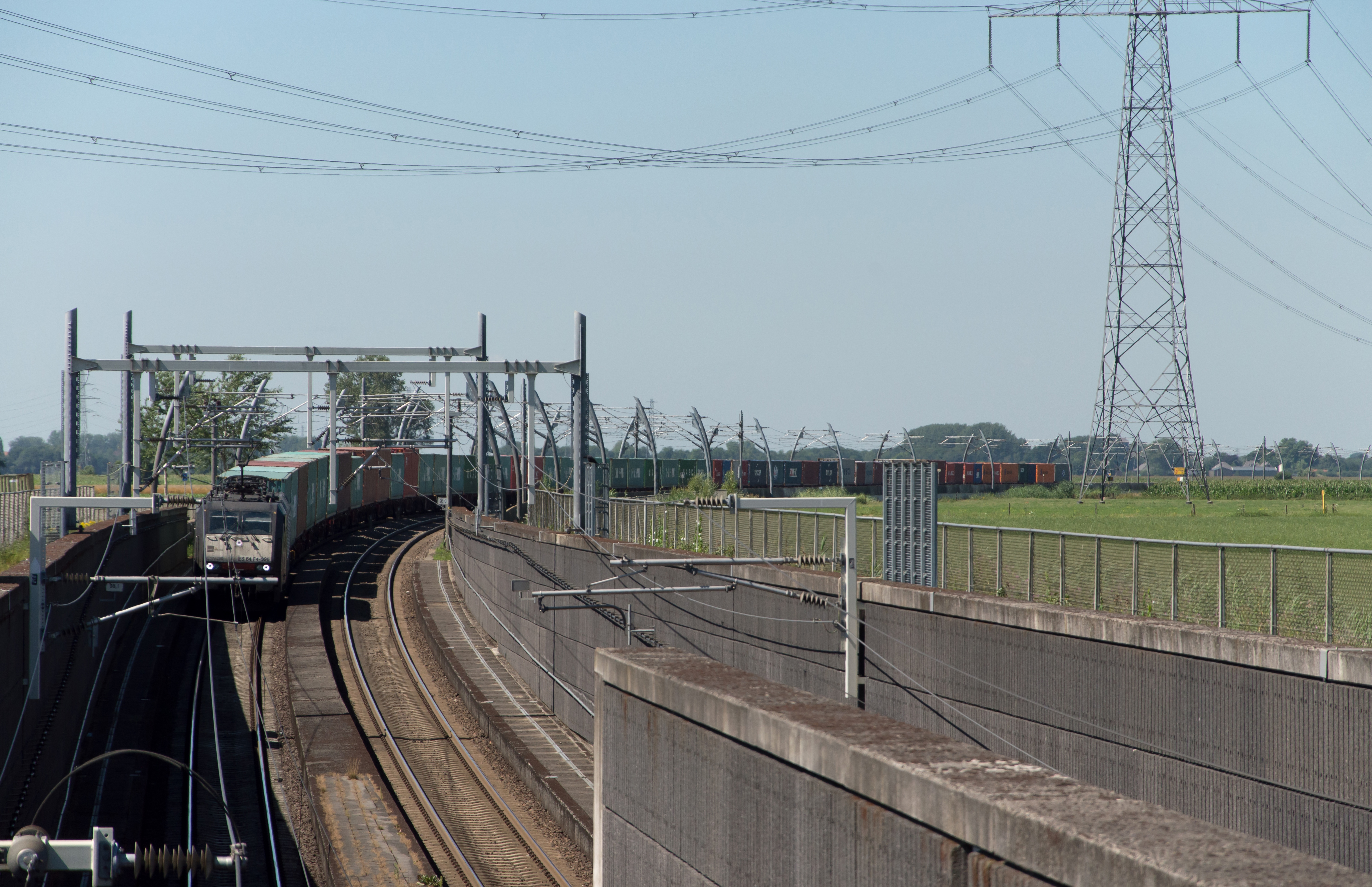
Een goederentrein op de Betuweroute nabij Angeren
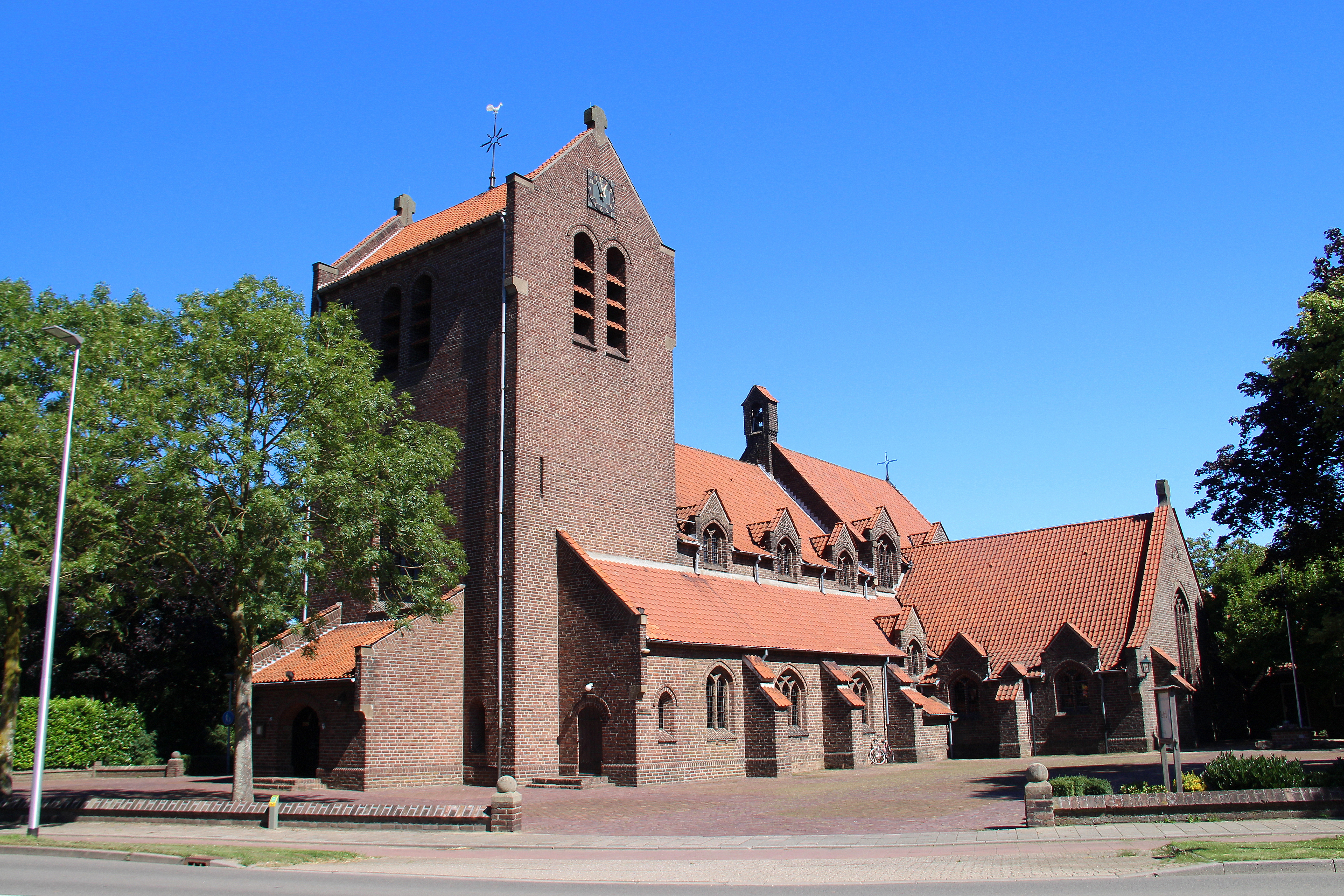
De kerk van Haalderen: de OLV van Zeven Smartenkerk
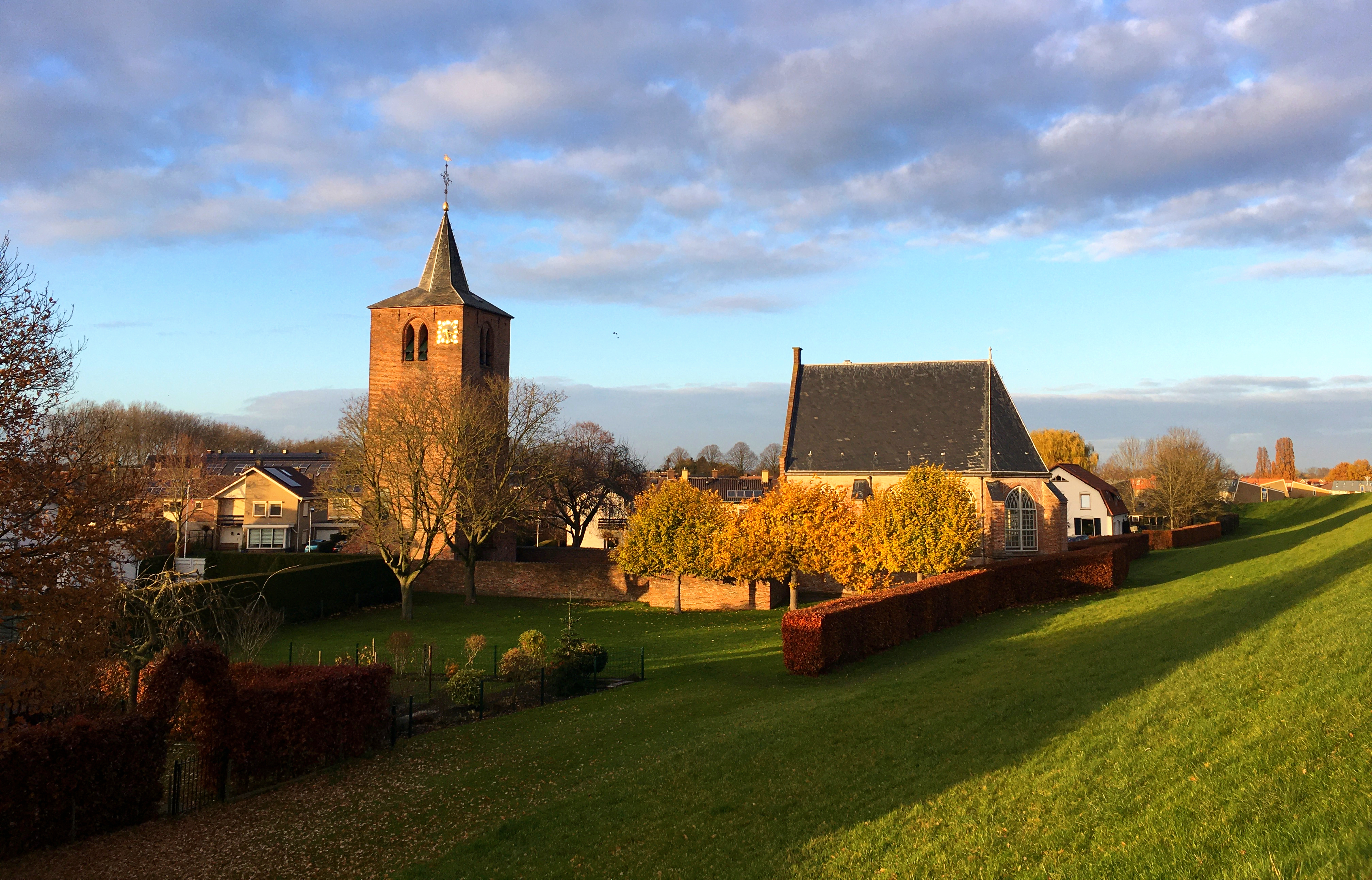
Zicht op de kerk van Gendt: de Hervormde Kerk aan de Waaldijk
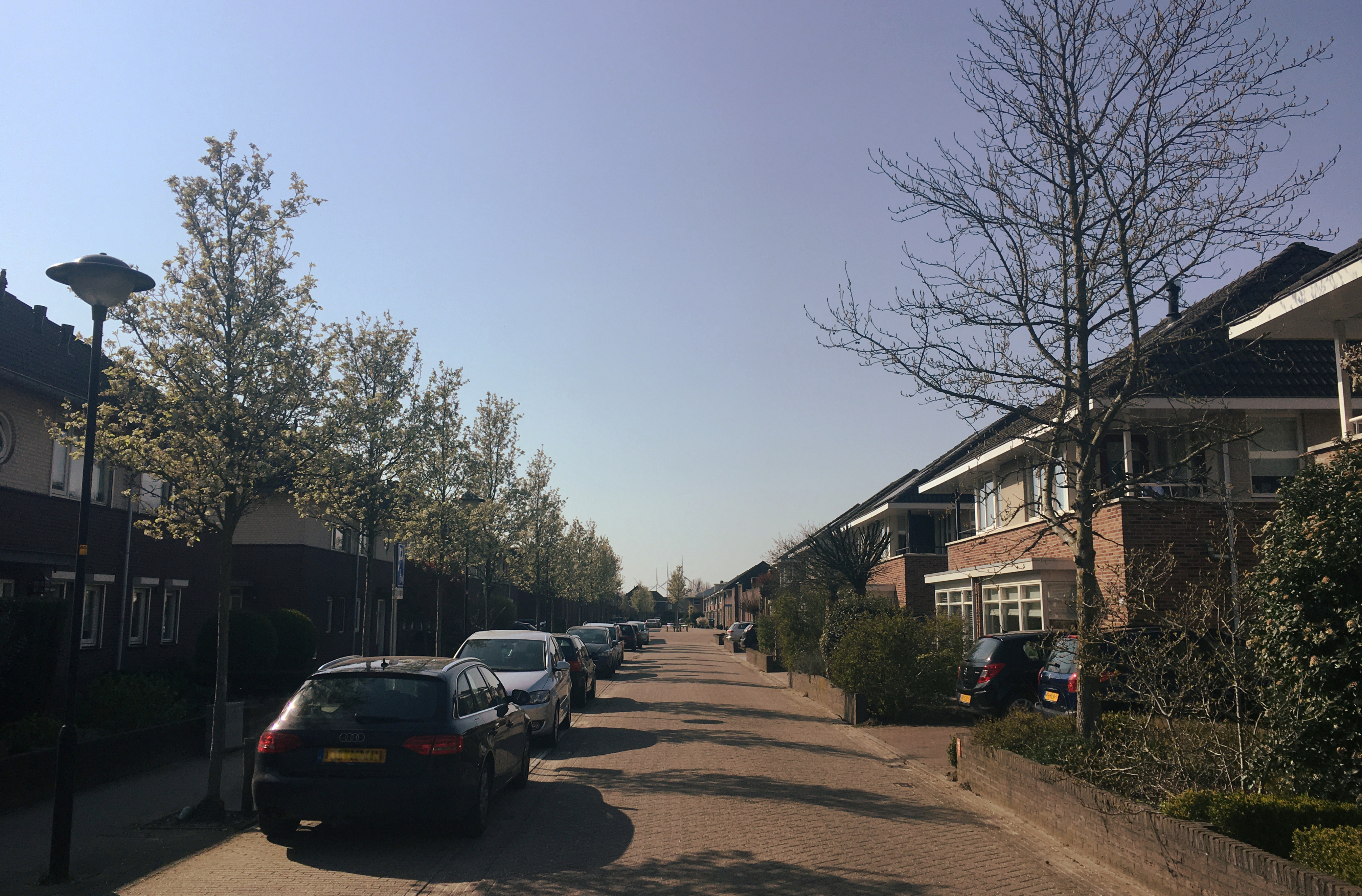
De Kruidenstraat in de Klaverkamp (wijk in het westen van Bemmel)
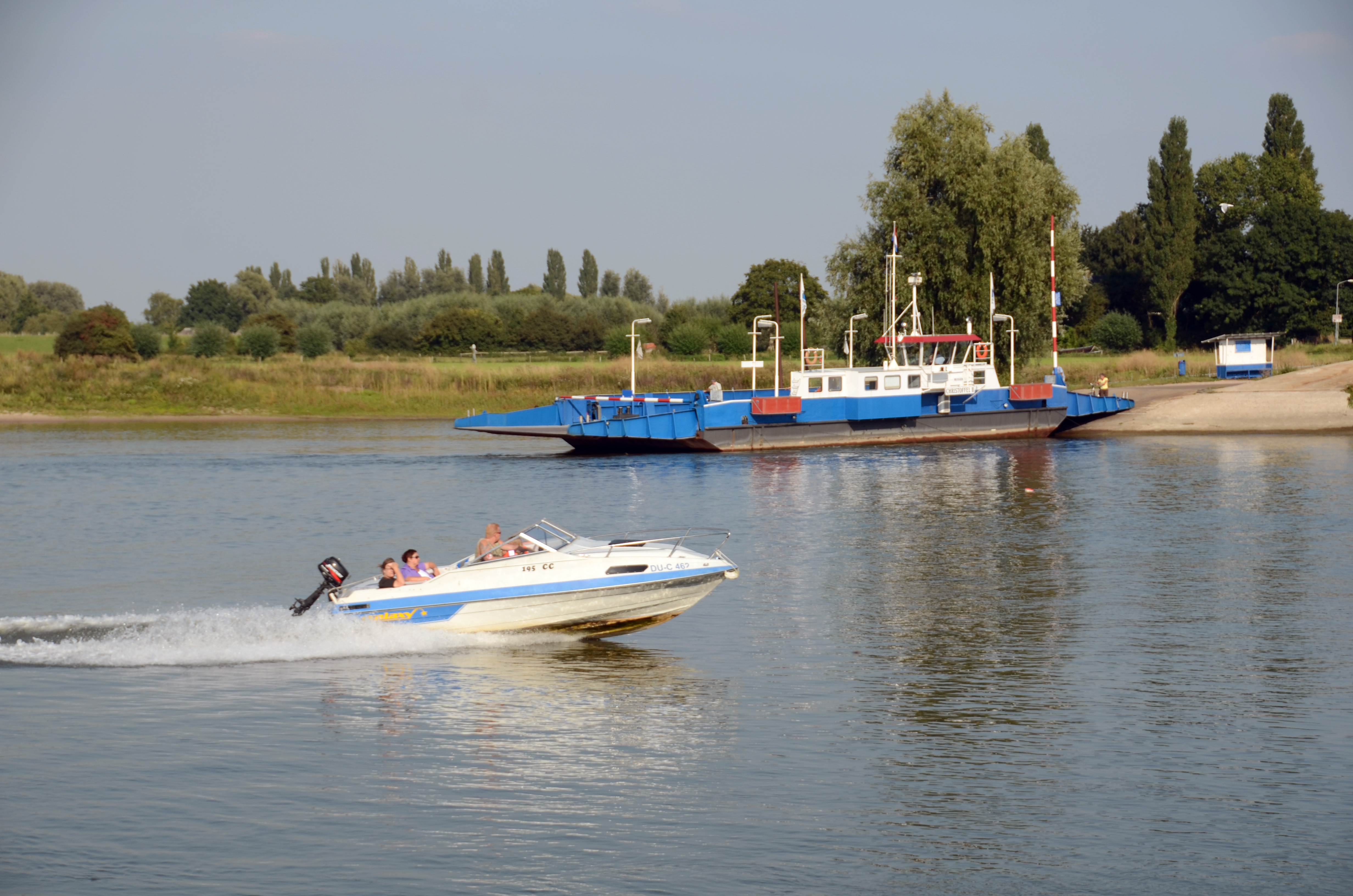
Waterverkeer op de Nederrijn bij Huissen (veerpont en motorboot)
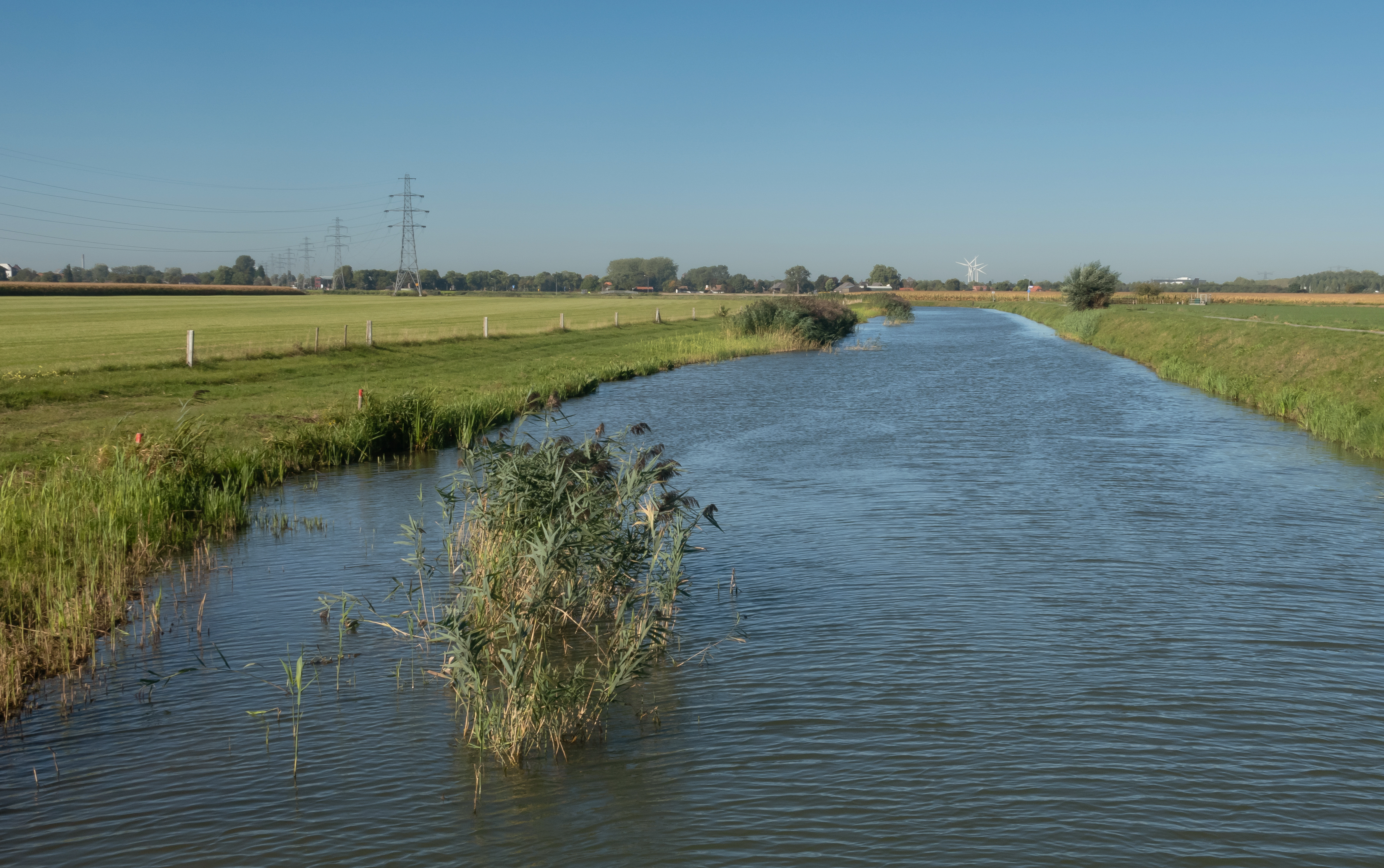
Uitzicht vanaf een brug over de Linge tussen Gendt en Angeren

## Trivia
- Het internationale wandelevenement de Nijmeegse Vierdaagse komt op de zogenaamde 'Dag van Elst' door Lingewaard; de route loopt door de plaatsen Bemmel en Huissen. Afhankelijk van de editie kan dit op de eerste of de vierde dag van het wandelevenement zijn.
- Op zondag 8 mei 2016 kwam de 99ste editie van de meerdaagse wielerwedstrijd de Ronde van Italië door Lingewaard.[11] De route ging door alle woonplaatsen van de gemeente.[12]
- Op 22 augustus 2018 werd een aanslag gepleegd op het gemeentehuis van Lingewaard. Een man reed met een auto met twee gasflessen erin het pand binnen. Een van de flessen ontplofte en zorgde onder andere voor ernstige brand- en roetschade aan het gebouw. De bestuurder kwam om het leven.
- Het woord 'Lingewaard' wordt (lokaal) sporadisch gespeld als Lingewaerd; dit betreft een Middelnederlandsachtige schrijfwijze voor de naam van de gemeente. Het gebruik van deze spellingsvariant is logischerwijs pas begonnen sinds de vorming van de gemeente. De schrijfwijze wordt een enkele keer ook gebruikt in handelsnamen van Lingewaardse ondernemingen.